# Phim chiến tranh

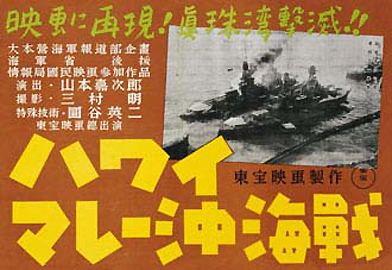
Áp phích phim cho Hawai Mare oki kaisen của Kajiro Yamamoto, (ハ ワ イ ・ マ レ ー 沖 海 戦, The War at Sea from Hawaii to Malaya), Toho Company, 1942

Phim chiến tranh là thể loại phim liên quan đến chiến tranh, thường là về các trận chiến hải quân, trên không hoặc trên bộ, với các cảnh chiến đấu là trọng tâm của bộ phim. Thể loại phim này thường được liên kết chặt chẽ với các sự kiện diễn ra trong thế kỷ 20. Vì tính cao trào của những phân cảnh chiến đấu, các bộ phim chiến tranh thường được kết thúc bằng các trận chiến đấu lớn. Các chủ đề được khám phá trong dòng phim này bao gồm việc chiến đấu, sinh tồn và trốn thoát, tình bạn thân thiết giữa những người lính, sự hy sinh, sự vô nghĩa và vô nhân đạo của các trận chiến, tác động của chiến tranh đối với xã hội cũng như các vấn đề đạo đức và con người do chiến tranh gây ra. Các bộ phim chiến tranh thường được phân loại theo sự kiện, chẳng hạn như Chiến tranh Triều Tiên; trong đó chủ đề được khai thác phổ biến nhất là Chiến tranh thế giới thứ hai. Nội dung của phim có thể là những câu chuyện giả tưởng, hoặc chính kịch lịch sử hay tiểu sử. Các nhà phê bình đã ghi nhận những điểm tương đồng giữa phim Viễn Tây và phim chiến tranh.
Các quốc gia như Trung Quốc, Indonesia, Nhật Bản và Nga có truyền thống làm phim chiến tranh riêng, trong đó tập trung vào các cuộc chiến tranh cách mạng của quốc gia đó nhưng dưới nhiều hình thức khác nhau, từ phim hành động, chính kịch lịch sử đến các phim lãng mạn thời chiến.
Các thể loại con của phim chiến tranh bao gồm phim phản chiến, hài kịch, hoạt hình, tuyên truyền và phim tài liệu chiến tranh. Có những thể loại con của phim chiến tranh được đặt trong các mặt trận cụ thể như Chiến dịch Sa mạc Tây của Bắc Phi và Chiến tranh Thái Bình Dương trong Chiến tranh thế giới thứ hai, Chiến tranh Việt Nam, hoặc Chiến tranh Liên Xô–Afghanistan; và các bộ phim lấy bối cảnh tại một số địa điểm cụ thể trong chiến tranh, chẳng hạn như trong bộ binh, trên không, trên biển, trên tàu ngầm hoặc tại các trại tù binh.

## Thể loại
Thể loại phim chiến tranh không nhất thiết phải được định nghĩa rõ ràng: chẳng hạn, Viện phim Mỹ chỉ đề cập khái niệm về "những bộ phim về những trận đại chiến" mà không hề phân loại rõ ràng những phim này. Tuy nhiên, một số đạo diễn và nhà phê bình điện ảnh đã đưa ra những định nghĩa mang tính ước lệ. Đạo diễn Sam Fuller định nghĩa thể loại này là: "mục tiêu của một bộ phim chiến tranh, không cần biết là về mặt cá nhân hay cảm xúc, là làm cho người xem cảm thấy được tính chiến tranh." John Belton đã xác định bốn yếu tố tường thuật của phim chiến tranh trong bối cảnh sản xuất của Hollywood: a) sự tạm ngừng đạo đức dân sự trong thời kỳ chiến tranh, b) tính ưu tiên của mục tiêu tập thể hơn động cơ cá nhân, c) sự ganh đua giữa những cá nhân trong các nhóm nam giới như việc gạt ra ngoài lề và khách quan hóa phụ nữ, và d) mô tả sự tái hòa nhập của các cựu chiến binh.

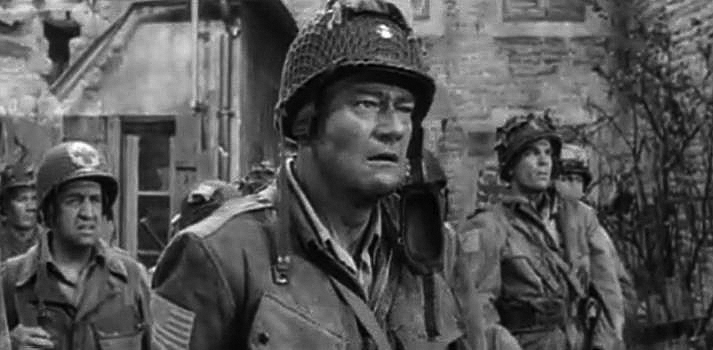
John Wayne trong The Longest Day, năm 1962

Nhà phê bình phim Stephen Neale cho rằng thể loại này rất dễ để định nghĩa vì phim chiến tranh chỉ đơn giản là những phim về những cuộc chiến trong thế kỷ 20, với các cảnh chiến đấu là trung tâm của bộ phim. Tuy nhiên, Neale lưu ý, những bộ phim lấy bối cảnh Nội chiến Hoa Kỳ hoặc Chiến tranh Da Đỏ vào thế kỷ 19 được gọi là phim chiến tranh trong thời gian trước Chiến tranh thế giới thứ nhất. Ngược lại, nhà phê bình Julian Smith lập luận rằng phim chiến tranh không có phạm vi về thể loại phim, nhưng trên thực tế, những phim chiến tranh "thành công và có ảnh hưởng" là về các cuộc chiến tranh thời hiện đại, cụ thể là Chiến tranh thế giới thứ hai, với sự kết hợp các nội dung liên quan tới lực lượng cơ động và giết người hàng loạt. Học giả điện ảnh Kathryn Kane đã chỉ ra một số điểm tương đồng giữa thể loại phim chiến tranh và phim Viễn Tây: cả hai thể loại đều sử dụng các khái niệm đối lập như chiến tranh và hòa bình, văn minh và man rợ. Các bộ phim chiến tranh thường đóng khung Chiến tranh thế giới thứ hai là cuộc xung đột giữa "thiện" và "ác" do lực lượng Đồng Minh và Đức Quốc Xã thể hiện, trong khi phim Viễn Tây lại miêu tả cuộc xung đột giữa những người di cư văn minh và nhóm dân bản địa man rợ. James Clarke lưu ý sự giống nhau giữa một tác phẩm Viễn Tây như The Wild Bunch của Sam Peckinpah và "những cuộc chạy trốn trong phim chiến tranh" ở The Dirty Dozen.
Nhà sử học điện ảnh Jeanine Basinger dựa vào tác phẩm Bataan để đưa ra định nghĩa về "phim chiến đấu trong Chiến tranh thế giới thứ hai", trong đó một nhóm "tình nguyện viên được tập hợp" đa dạng về sắc tộc và rõ ràng là không thích hợp để cầm chân một nhóm kẻ thù lớn hơn nhiều nhờ "sự dũng cảm của họ và sự bền bỉ". Bà lập luận rằng phim chiến đấu không phải là một thể loại con mà là loại phim chiến tranh chính hiệu. Bà lưu ý rằng trên thực tế chỉ có năm bộ phim chiến đấu thực sự được thực hiện trong Chiến tranh thế giới thứ hai. Tuy nhiên, các nhà phê bình khác như Russell Earl Shain đề xuất một định nghĩa rộng hơn nhiều về phim chiến tranh, bao gồm các phim đề cập đến "vai trò của dân thường, gián điệp và binh lính trong bất kỳ khía cạnh nào của chiến tranh (ví dụ như khâu chuẩn bị, nguyên nhân, phòng ngừa, ứng xử, cuộc sống hàng ngày và hậu quả)". Neale chỉ ra rằng nhiều thể loại phim bị trùng lặp lẫn nhau, với các cảnh chiến đấu cho các mục đích khác nhau cũng có xuất hiện trong các thể loại phim khác, và gợi ý rằng phim chiến tranh được đặc trưng bởi các trận chiến "xác định số phận của các nhân vật chính". Điều này càng đẩy các cảnh chiến đấu lên cao trào của các bộ phim chiến tranh. Tuy vậy, không phải tất cả các nhà phê bình đều đồng ý rằng phim chiến tranh phải nói về các cuộc chiến tranh thế kỷ 20. James Clarke lựa chọn bộ phim đoạt giải Oscar Glory (1990) của Edward Zwick là một trong số những bộ phim chiến tranh mà ông phân tích chi tiết; và tác phẩm này được đặt bối cảnh trong cuộc Nội chiến Hoa Kỳ. Ông cũng liệt kê sáu bộ phim khác về cuộc chiến này mà ông cho là "đáng chú ý".
Nhà sử học quân sự người Anh Antony Beevor "thất vọng" trước cách các nhà làm phim từ Mỹ và Anh chơi đùa với sự thật, nhưng đồng thời cũng cho rằng "phiên bản [phim] của họ cũng tuyệt vời như sự thật". Ví dụ, ông gọi bộ phim năm 2000 của Mỹ U-571 là "sự lừa dối vô liêm sỉ" khi kể về việc một tàu chiến Mỹ đã giúp giành chiến thắng trong Trận Đại Tây Dương – bảy tháng trước khi Mỹ tham chiến. Ông cũng phê bình bộ phim Cuộc di tản Dunkirk năm 2017 của đạo diễn Christopher Nolan với những bãi biển thiếu chất lịch sử, những trận không chiến tầm thấp trên biển và các cuộc giải cứu bằng "những con tàu nhỏ". Tuy nhiên, Beevor cảm thấy rằng các nhà làm phim Châu Âu lục địa thường "cẩn thận hơn nhiều"; ví dụ, theo quan điểm của ông, bộ phim Downfall của Đức năm 2004 đã mô tả chính xác các sự kiện lịch sử trong những ngày cuối cùng của Hitler trong boongke ở Berlin, và ông coi bộ phim của Pháp The 317th Platoon (1965) – lấy bối cảnh ở Việt Nam – là "bộ phim chiến tranh vĩ đại nhất từng được thực hiện". Theo ông, bộ phim The Battle of Algiers năm 1966 cũng là một bộ phim tiệm cận đến sự vĩ đại đó.

## Lịch sử

### Nội chiến Hoa Kỳ
Nội chiến Hoa Kỳ là cuộc chiến tốn kém nhất trong lịch sử Hoa Kỳ xét về cuộc sống của người Mỹ, và là chủ đề hoặc bối cảnh của rất nhiều phim điện ảnh, phim tài liệu và loạt phim ngắn. Một trong những tác phẩm điện ảnh đầu tiên sử dụng cuộc Nội chiến này làm chủ đề là bộ phim câm The Fugitive (1910) của DW Griffith. Nhiều bộ phim lấy đề tài chính về chiến tranh, hoặc về một khía cạnh nào đó của cuộc chiến, có thể kể đến bộ phim Glory (1989) với nội dung về việc đơn vị chính thức đầu tiên của Quân đội Liên minh trong Nội chiến Hoa Kỳ đều là những người da đen. Một số bộ phim như Gettysburg tập trung vào một trận chiến duy nhất trong chiến tranh, hoặc thậm chí vào một sự việc đơn lẻ, như phim ngắn của Pháp La Rivière du Hibou. Những tác phẩm khác như loạt phim ngắn North and South năm 1993 có phần nội dung mở rộng bao quát toàn bộ cuộc chiến. Một số bộ phim đề cập đến khía cạnh con người của chiến tranh, chẳng hạn như The Red Badge of Courage (1951) hay Shenandoah (1965), nói về những thảm kịch mà chiến tranh đã gây ra cho dân thường. The Civil War của Ken Burns là bộ phim tài liệu được xem nhiều nhất trong lịch sử của PBS.

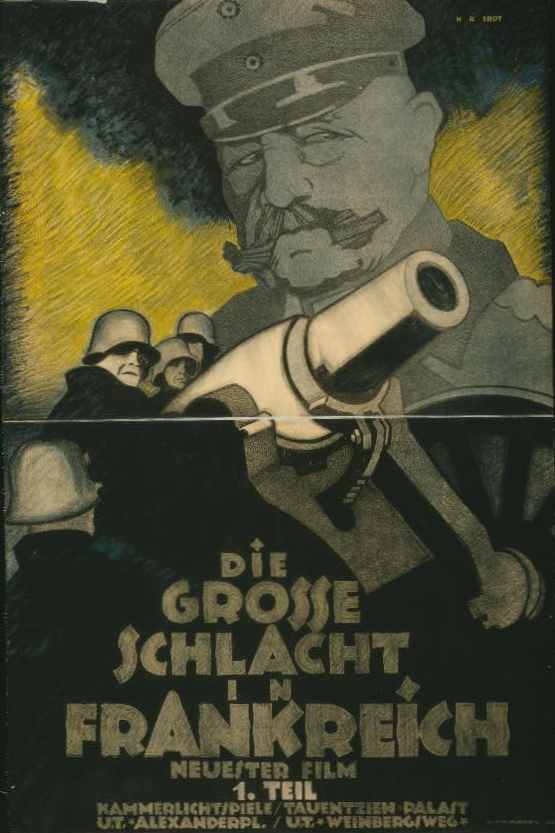
Áp phích phim năm 1918 của Die totale Schlacht ở Frankreich, với phía sau là Hindenburg.

### Chiến tranh Tây Ban Nha–Mỹ
Những bộ phim chiến tranh đầu tiên đều lấy nội dung từ cuộc Chiến tranh Tây Ban Nha–Mỹ năm 1898. Các đoạn phim tư liệu ngắn bao gồm Burial of the Maine Victims, Blanket-Tossing of a New Recruit, và Soldiers Washing Dishes. Những bộ phim phi chiến đấu này thường đi kèm với những màn chiến đấu được "tái hiện" lại, chẳng hạn như bộ phim Rough Riders của Theodore Roosevelt với cảnh hành động chống lại người Tây Ban Nha, được dàn dựng tại Hoa Kỳ.

### Chiến tranh thế giới thứ nhất
Trong Chiến tranh thế giới thứ nhất, nhiều bộ phim đã được thực hiện về cuộc sống con người trong chiến tranh. Các chủ đề bao gồm tù nhân chiến tranh, các hoạt động bí mật và huấn luyện quân sự. Cả Trung ương và Đồng Minh đều sản xuất phim tài liệu về chiến tranh. Các bộ phim cũng được sử dụng để tuyên truyền ở các nước trung lập như Hoa Kỳ. Trong số này có một bộ phim được quay tại Mặt trận phía Đông của Albert K. Dawson – nhiếp ảnh gia chiến tranh chính thức của Lực lượng Trung ương: The Battle and Fall of Przemysl (1915), mô tả cuộc vây hãm Przemyśl, một sự kiện thảm khốc đối với người Áo. Bộ phim Úc năm 1915 Within Our Gates của Frank Harvey được Motion Picture News mô tả là "một câu chuyện chiến tranh rất hay, rất khác biệt". Bộ phim The Battle of the Somme năm 1916 của Anh do hai nhà quay phim Geoffrey Malins và John McDowell thực hiện, kết hợp giữa thể loại phim tài liệu và tuyên truyền, nhằm tạo cho công chúng ấn tượng về chiến tranh chiến hào là như thế nào. Phần lớn bộ phim được quay tại Mặt trận phía Tây nước Pháp; tác phẩm đã tạo một tác động mạnh mẽ về mặt cảm xúc. Phim được khoảng 20 triệu người ở Anh xem trong suốt sáu tuần công chiếu, được nhà phê bình Francine Stock gọi là "một trong những bộ phim thành công nhất mọi thời đại".

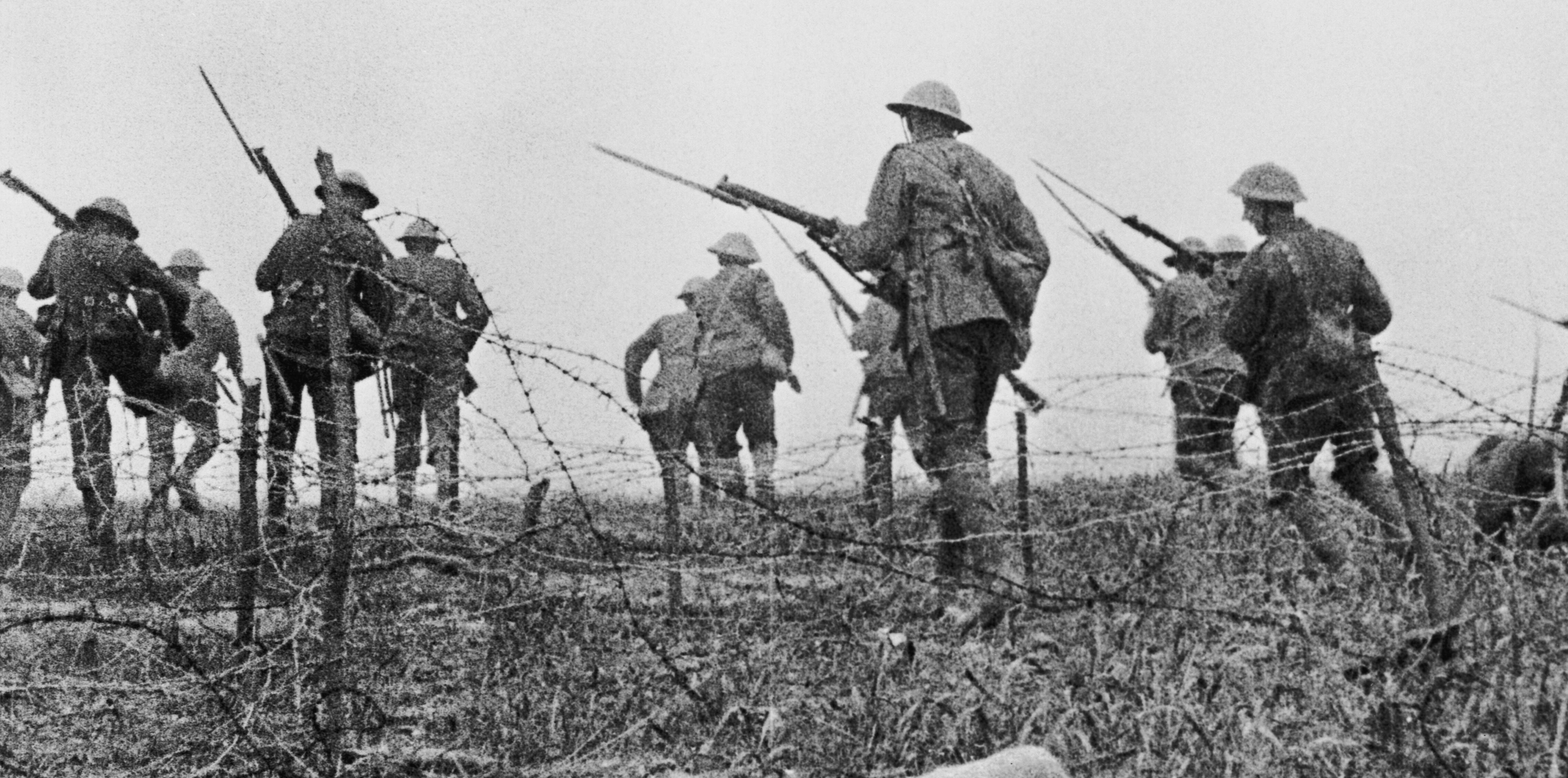
Cảnh quân đội Anh tiến qua hàng rào thép gai từ Trận chiến Somme, 1916

Bộ phim The Big Parade năm 1925 của Mỹ đã mô tả những khía cạnh không hào nhoáng của chiến tranh: nhân vật chính bị mất chân, và bạn bè của anh ta bị giết. Wings (1927) của William A. Wellman miêu tả các cuộc không chiến trong chiến tranh và được thực hiện với sự giúp đỡ của Không quân Lục quân. Tác phẩm trở thành bộ phim đầu tiên – ở bất kỳ thể loại nào – được trao giải Oscar cho phim hay nhất. Các bộ phim sau đó thuộc nhiều thể loại khác nhau đề cập đến Chiến tranh thế giới thứ nhất bao gồm tác phẩm chiến tranh kiêm tiểu sử Lawrence of Arabia (1962) của David Lean, được Steven Spielberg ghi nhận "có lẽ là kịch bản hay nhất từng được viết cho thể loại phim truyện điện ảnh"; phim hài ca nhạc châm biếm phản chiến của Richard Attenborough dựa trên vở kịch cùng tên của Joan Littlewood mang tên Oh! What a Lovely War (1969); bộ phim chiến tranh Chiến mã năm 2011 của Spielberg dựa trên cuốn tiểu thuyết dành cho thiếu nhi cùng tên của nhà văn Michael Morpurgo. Nhiều bộ phim được quảng cáo là "phim tài liệu" đã thêm vào những cảnh chiến trường bằng cách dàn dựng các sự kiện quan trọng, đồng thời tự sáng tạo ra các tập phim và hội thoại để tăng cường độ chân thực.

### Nội chiến Phần Lan
Mặc dù Nội chiến Phần Lan năm 1918 giữa người da trắng và người da đỏ vẫn là một chủ đề gây tranh cãi một thế kỷ sau ở Phần Lan, nhiều nhà làm phim Phần Lan vẫn đề cập đến chủ đề này, và thường dựa trên một cuốn sách nguyên tác. Năm 1957, tác phẩm 1918 của Toivo Särkkä, dựa trên vở kịch và tiểu thuyết của Jarl Hemmer, được trình chiếu tại Liên hoan phim quốc tế Berlin lần thứ 7. Những bộ phim gần đây bao gồm The Border (2007) của Lauri Törhönen, và Tears of April (2008) của Aku Louhimies, dựa trên tiểu thuyết của Leena Lander. Có lẽ bộ phim nổi tiếng nhất về Nội chiến Phần Lan là Here, Under the North Star (1968) của Edvin Laine, dựa trên hai cuốn sách đầu tiên của bộ ba cuốn Under the North Star của Väinö Linna; tác phẩm mô tả cuộc nội chiến từ góc nhìn của bên thua cuộc – Hồng vệ binh của Phần Lan.

### Nội chiến Tây Ban Nha

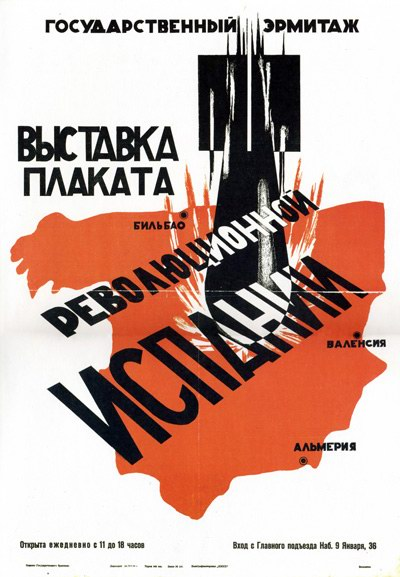
Áp phích của Liên Xô cho một cuộc triển lãm về Nội chiến Tây Ban Nha, năm 1936

Nội chiến Tây Ban Nha đã thu hút các đạo diễn từ các quốc gia khác nhau. Tác phẩm For Whom the Bell Tolls (1943) của Sam Wood dựa trên cuốn sách Chuông nguyện hồn ai của Ernest Hemingway, miêu tả mối tình lãng mạn giữa một người Mỹ do Gary Cooper thủ vai và một nữ đảng viên do Ingrid Bergman thủ vai trong bối cảnh cuộc nội chiến. Bộ phim dài 168 phút với phần ngoại cảnh được quay ở định dạng màu Technicolor là một thành công lớn với cả khán giả lẫn giới phê bình. Guernica (1950) của Alain Resnais thì sử dụng bức tranh cùng tên năm 1937 của Picasso để phản đối chiến tranh. Tác phẩm La Caza của Carlos Saura sử dụng phép ẩn dụ trong hoạt động săn bắn để chỉ trích sự hung hãn của chủ nghĩa phát xít Tây Ban Nha. Tác phẩm đã giành được giải Gấu bạc cho Đạo diễn xuất sắc nhất tại Liên hoan phim Quốc tế Berlin lần thứ 16 vào năm 1966. Land and Freedom (1995) của Ken Loach thì dựa trên cuốn sách Catalonia – Tình yêu của tôi của nhà văn George Orwell, theo chân một người cộng sản Anh qua cuộc chiến để đặc tả những mâu thuẫn đau đớn trong phe Cộng hòa chống phát xít.

### Chiến tranh Triều Tiên
Tác phẩm The Steel Helmet (1951) của đạo diễn Samuel Fuller được sản xuất trong giai đoạn Chiến tranh Triều Tiên (1950–1953). Nhà phê bình Guy Westwell nhận định rằng tác phẩm đã đặt câu hỏi về cách cuộc chiến tranh xảy ra, cũng như các bộ phim sau này như The Bridges at Toko-Ri (1954) và Pork Chop Hill (1959). Fuller cũng đồng ý rằng tất cả các bộ phim của ông đều là phim phản chiến. Không có bộ phim nào của Hollywood về Chiến tranh Triều Tiên đạt thành tích tốt ở phòng vé; nhà sử học Lary May đã giải thích lý do vào năm 2001 rằng các tác phẩm này nhắc nhở người xem Mỹ về "cuộc chiến duy nhất mà chúng ta đã thua".
Năm 1955, sau cuộc giao tranh, bộ phim hành động Hàn Quốc Piagol về những hành động tàn bạo của du kích cánh tả đã khuyến khích các nhà làm phim khác thực hiện phim về chủ đề này. Chính quyền quân sự những năm 1960 đã trừng phạt các nhà làm phim ủng hộ cộng sản và trao giải Grand Bell cho các phim có thông điệp chống cộng mạnh mẽ nhất. The Taebaek Mountains (1994) đối phó với những người cánh tả từ miền Nam chiến đấu cho cộng sản, trong khi Silver Stallion (1991) và Spring in My Hometown (1998) cho thấy tác động tàn phá của quân đội Mỹ đối với cuộc sống làng quê. Các bộ phim hành động bạo lực Shiri (1999) và Joint Security Area (2000) thì cho thấy hình ảnh đẹp hơn về đất nước Triều Tiên.
Các bộ phim ở Triều Tiên được thực hiện bởi các hãng phim của chính phủ và có thông điệp chính trị rõ ràng. Đầu tiên là My Home Village (1949) với nội dung về cuộc giải phóng Triều Tiên khỏi tay Nhật Bản, được trình bày là tác phẩm do Kim Nhật Thành thực hiện mà không có sự giúp đỡ của người Mỹ. Tương tự, các bộ phim của nước này về Chiến tranh Triều Tiên cho thấy chiến thắng mà không cần sự trợ giúp của người Trung Quốc. Học giả điện ảnh Johannes Schönherr kết luận rằng mục đích của những bộ phim này là "miêu tả Triều Tiên như một quốc gia đang bị bao vây", và rằng nếu như Mỹ và "con rối" Hàn Quốc đã xâm lược miền Bắc một lần, họ sẽ còn làm như vậy thêm một lần nữa.

### Chiến tranh Algeria
Tác phẩm chính kịch The Battle of Algiers của Gillo Pontecorvo (1966) miêu tả các sự kiện trong Chiến tranh Algeria (1954–1956). Phim do Ý-Algeria hợp tác sản xuất, mang phong cách tin tức đen trắng của chủ nghĩa tân hiện thực Ý và mô tả tính bạo lực của cả hai bên. Tác phẩm đã giành được nhiều giải thưởng khác nhau bao gồm giải Sư tử vàng tại Liên hoan phim Venice. Dù vậy, phim đã bị các nhà phê bình Pháp tấn công và đã bị cấm trong 5 năm ở quốc gia này

### Chiến tranh Việt Nam

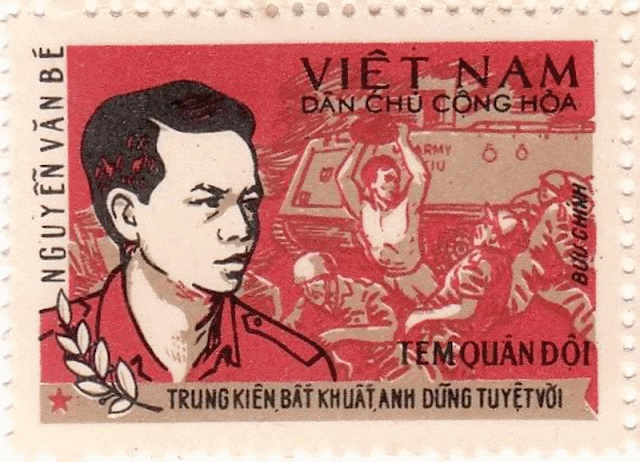
Áp phích của Việt Cộng cho bộ phim năm 1967 về người được cho là tử vì đạo của Nguyễn Văn Bé

Rất ít phim trước những năm cuối của thập niên 1970 về Chiến tranh Việt Nam thực sự mô tả các trận chiến đấu; một số ngoại lệ bao gồm The Green Berets (1968). Các nhà phê bình như Basinger giải thích rằng Hollywood né tránh chủ đề này vì phản đối việc Hoa Kỳ tham gia vào Chiến tranh Việt Nam, khiến chủ đề gây chia rẽ. Ngoài ra, ngành công nghiệp điện ảnh khi đó đang gặp khủng hoảng và quân đội không muốn hỗ trợ làm phim phản chiến. Từ cuối những năm 1970, các bộ phim được tài trợ và sản xuất độc lập đã cho Hollywood thấy rằng Việt Nam có thể được miêu tả trong điện ảnh. Những miêu tả thành công nhưng rất khác biệt về cuộc chiến mà nước Mỹ đã bị đánh bại bao gồm The Deer Hunter (1978) của Michael Cimino và Apocalypse Now của Francis Ford Coppola (1979). Với sự thay đổi từ chính trị Hoa Kỳ sang lẽ phải trong những năm 1980, thành công có thể một lần nữa được thể hiện trong các bộ phim như Platoon của Oliver Stone (1986), Full Metal Jacket của Stanley Kubrick (1987) và Hamburger Hill (1987) của John Irvin.
Tác phẩm Cánh đồng hoang của đạo diễn Nguyễn Hồng Sến (1979) mang đến một "góc nhìn chủ quan và hấp dẫn" về cuộc sống dưới làn đạn trực thăng ở Đồng bằng sông Cửu Long trong Chiến tranh Việt Nam. Phim cắt theo một "góc nhìn trực thăng" (kiểu Mỹ), tương phản một cách đau đớn với sự dịu dàng của con người đã được thể hiện trước đó.

### Các cuộc chiến tranh sau này
Tác phẩm Remake (2003) của đạo diễn Dino Mustafić, do Zlatko Topčić biên kịch, kể song song những câu chuyện tuổi mới lớn của một người cha sống ở Sarajevo trong Chiến tranh thế giới thứ hai và cậu con trai của ông trong Cuộc vây hãm Sarajevo trong Chiến tranh Bosnia. Theo Topčić, câu chuyện dựa trên những sự việc có thật trong cuộc đời của chính ông.
Ngoài ra, Chiến tranh Iraq là câu chuyện nền của một số phim Hoa Kỳ như Hurt Locker (2008), Green Zone (2010)  và American Sniper (2014), còn Chiến tranh Afghanistan từ năm 2001 đã được mô tả trong nhiều phim điện ảnh khác nhau, trong số đó có Restrepo (2010) và Sống sót (2013).

## Chiến tranh thế giới thứ hai

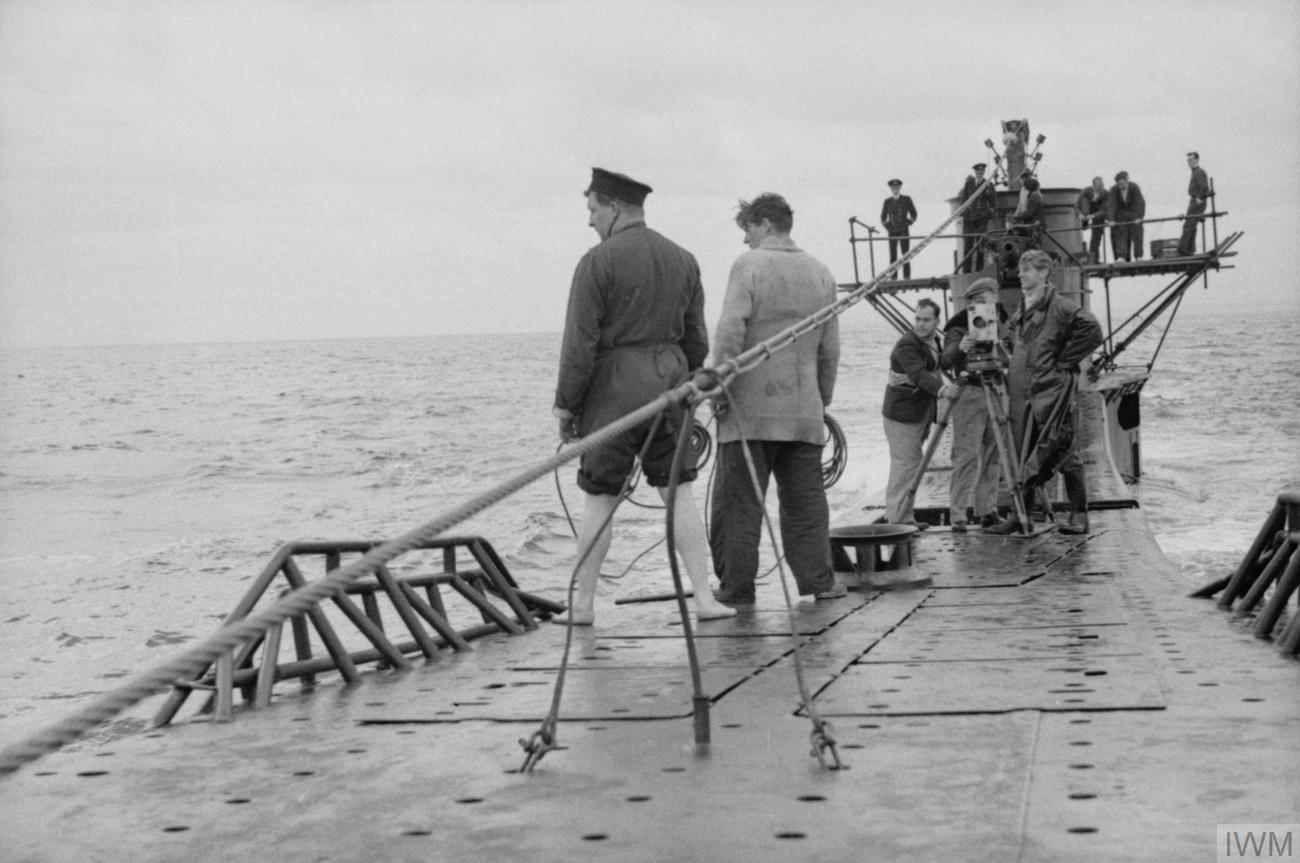
Quay phim trên tàu ngầm Hải quân Hoàng gia Anh, thể hiện hình ảnh tàu HMS Tyrant trong một bộ phim tuyên truyền, năm 1943.

### Phim do khối Đồng Minh thực hiện
Những bộ phim chiến tranh nổi tiếng đầu tiên của Đồng Minh được thực hiện trong Chiến tranh thế giới thứ hai đến từ Anh và kết hợp các yếu tố của phim tài liệu và phim tuyên truyền. Các bộ phim như The Lion Has Wings và Target for Tonight được thực hiện dưới sự kiểm soát của Bộ phận Điện ảnh của Bộ Thông tin. Ngành công nghiệp điện ảnh Anh bắt đầu kết hợp các kỹ thuật phim tài liệu với những câu chuyện hư cấu trong các bộ phim như In which We Serve (1942) của Noël Coward và David Lean – "bộ phim Anh thành công nhất trong những năm chiến tranh" – hay Millions Like Us (1943) và The Way Ahead (1944).

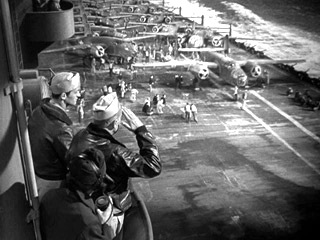
Máy bay B-25 sắp phóng từ trong Thirty Seconds Over Tokyo (1944).

Ở Mỹ, phim tài liệu được sản xuất theo nhiều cách khác nhau: Tướng Marshall ủy thác loạt phim tuyên truyền Why We Fight của Frank Capra; Phòng Thông tin-Giáo dục của Bộ Chiến tranh bắt đầu làm phim huấn luyện cho Lực lượng Không quân và Hải quân Hoa Kỳ; Quân đội đã thành lập riêng thông qua Quân đoàn Tín hiệu Hoa Kỳ, bao gồm cả The Battle of San Pietro của John Huston. Hollywood làm phim với thông điệp tuyên truyền về các đồng minh của Mỹ, chẳng hạn như Mrs. Miniver (1942), miêu tả câu chuyện về một gia đình Anh; Edge of Darkness (1943) miêu tả các chiến binh Na Uy kháng chiến, và The North Star (1943) miêu tả Liên Xô và Đảng Cộng sản của họ. Vào cuối chiến tranh, những cuốn sách nổi tiếng đã cung cấp nguồn cốt chuyện chất lượng và nghiêm túc hơn cho các bộ phim như Guadalcanal Diary (1943), Thirty Seconds Over Tokyo (1944) của Mervyn LeRoy và They Were Expendable (1945) của John Ford.

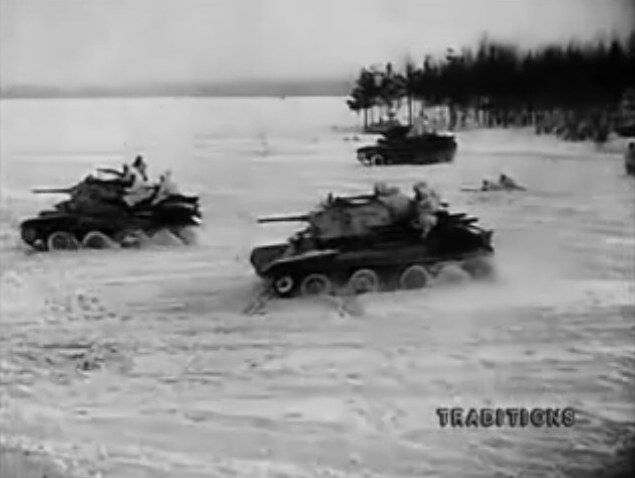
Ảnh chụp màn hình từ Moscow Strikes Back (1942). Bộ binh ngụy trang tuyết của Nga tham chiến trên xe tăng kỵ binh BT-7 trong Trận Moskva.

Người Nga cũng đánh giá cao giá trị tuyên truyền của phim điện ảnh, thể hiện cả chiến công lẫn những hành động tàn bạo của Đức. Bộ phim tài liệu của Ilya Kopalin Moscow Strikes Back được thực hiện trong Trận Moskva từ tháng 10 năm 1941 đến tháng 1 năm 1942, mô tả những người dân thường giúp đỡ bảo vệ thành phố, cuộc diễu hành ở Quảng trường Đỏ, cách bài phát biểu của Stalin kích động người dân Nga tham gia vào trận chiến và những hành động tàn bạo bao gồm việc trẻ em bị sát hại và dân thường bị treo cổ. Tác phẩm đã giành được giải Oscar vào năm 1943 cho Phim tài liệu hay nhất.
Phim truyện được thực hiện ở phương Tây trong thời kỳ chiến tranh phải chịu sự kiểm duyệt và không phải lúc nào cũng theo sát thực tế. Một trong những tác phẩm đầu tiên cố gắng tái hiện sự bạo lực và "chủ nghĩa hiện thực gay gắt" đã được ca ngợi vào thời điểm đó là Bataan của Tay Garnett (1943). Các mô tả về phim vẫn phải được viết cách điệu. Jeanine Basinger đã lấy bộ phim làm ví dụ cho những "hình ảnh tồi tệ nhất về bạo lực" khi một người lính Nhật chặt đầu một người Mỹ: nạn nhân tỏ ra đau đớn và môi anh ta đóng băng với một tiếng hét, nhưng không có máu phun ra và đầu của anh ta không hề rơi xuống. Basinger chỉ ra rằng mặc dù điều này là không thực tế về mặt vật lý, nhưng về mặt tâm lý thì nó có thể không phải như vậy. Bà chỉ ra rằng khán giả thời chiến là những người biết rõ về bạn bè và người thân của những người đã thiệt mạng hoặc những người bị thương trở về nhà.

### Phim do phe Trục thực hiện

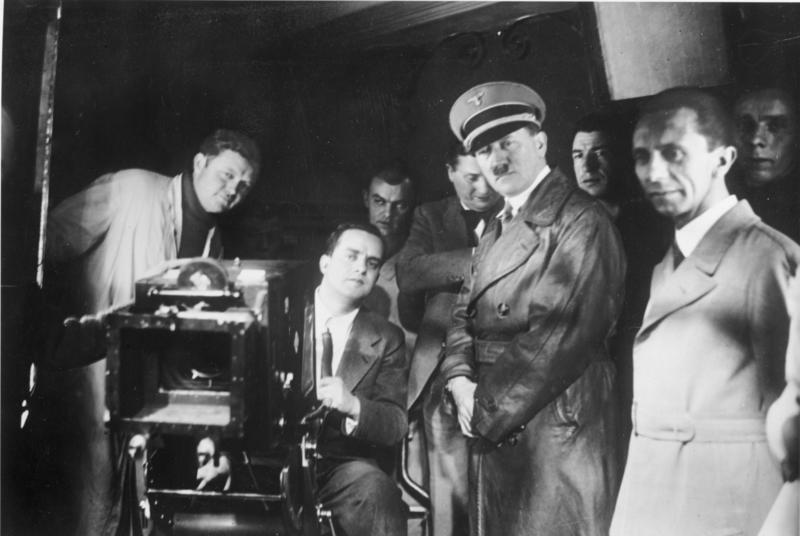
Hitler và Goebbels đến thăm Universum Film AG năm 1935. Hãng đã thực hiện các bộ phim tuyên truyền như Triumph des Willens (1935) và Kolberg (1945).

Tương tự, phe Trục cũng đã làm phim trong Chiến tranh thế giới thứ hai, để tuyên truyền và các mục đích khác. Ở Đức, bộ chỉ huy cấp cao của quân đội đã đưa ra Sieg im Westen (1941). Các bộ phim tuyên truyền khác của Đức Quốc Xã có chủ đề khác nhau, như với Kolberg (1945), mô tả cuộc kháng cự ngoan cố của quân Phổ trong Cuộc vây hãm Kolberg (1807) trước khi quân Pháp xâm lược dưới thời Napoléon. Bộ trưởng tuyên truyền Joseph Goebbels đã chọn đề tài lịch sử phù hợp với tình hình ngày càng tồi tệ mà Đức Quốc Xã phải đối mặt khi tác phẩm được quay từ tháng 10 năm 1943 đến tháng 8 năm 1944. Với hàng nghìn binh sĩ vào vai diễn viên quần chúng và 100 toa xe lửa chở muối để mô phỏng tuyết, đây là bộ phim Đức tốn kém nhất được thực hiện trong chiến tranh. Trong thực tế, cuộc vây hãm kết thúc khi thị trấn bị thất thủ; nhưng trong phim, các tướng Pháp đã từ bỏ cuộc vây hãm.
Đối với Nhật Bản, chiến tranh bắt đầu với cuộc chiến tranh và xâm lược của Trung Quốc vào năm 1937, mà chính quyền Nhật Bản gọi là "Sự cố Trung Quốc". Chính phủ đã cử một "lữ đoàn bút" tới viết và quay phim hành động ở Trung Quốc với những "giá trị nhân văn". Mud and Soldiers (1939) của Tasaka Tomotaka là một ví dụ khi được quay ngay trên đất Trung Quốc. Legend of Tank Commander Nishizumi của Yoshimura Kōzaburō và Chocolate and Soldiers (1938) của Takeshi Saito thì cho thấy hình ảnh người lính Nhật Bản như một cá nhân bình thường, và họ cũng chỉ là những người đàn ông của gia đình; và ngay cả những người lính kẻ thù Trung Quốc cũng được thể hiện như những cá nhân, với ý chí chiến đấu dũng cảm. Khi chiến tranh với Hoa Kỳ được tuyên bố, xung đột Nhật Bản được gọi là Chiến tranh Thái Bình Dương. Các nhà phê bình phim Nhật Bản lo ngại rằng ngay cả với kỹ xảo điện ảnh phương Tây, sản phẩm phim của họ vẫn không thể hiện được các giá trị bản địa của Nhật Bản. Nhà sử học John Dower phát hiện ra rằng các bộ phim về thời chiến của Nhật Bản đã hầu như bị lãng quên, nhưng các bộ phim này đều tinh tế và khéo léo đến mức Frank Capra phải thừa nhận Chocolate and Soldiers là bất khả chiến bại. Các anh hùng thường là những sĩ quan cấp thấp, không phải samurai, bình tĩnh cống hiến cho người dân và đất nước của mình. Những bộ phim này không cá nhân hóa kẻ thù và do đó không đem lòng căm thù, mặc dù Vương quốc Anh có thể coi là "kẻ thù về văn hóa". Đối với các nhà làm phim Nhật Bản, chiến tranh không phải là một nguyên nhân mà giống như một thảm họa thiên nhiên, và "điều quan trọng không phải là người ta đã chiến đấu với ai mà là chiến đấu tốt như thế nào". Những kẻ thù châu Á, đặc biệt là người Trung Quốc, thường được miêu tả là những người bạn đời và thậm chí có thể kết hôn. Các bộ phim về thời chiến của Nhật Bản không ca ngợi chiến tranh mà giới thiệu nhà nước Nhật Bản như một đại gia đình và người dân Nhật Bản là một "dân tộc vô tội, đau khổ, đầy hy sinh". Dower nhận xét rằng sự sai trái của hình ảnh này "là hiển nhiên: không có bất kỳ sự công nhận nào rằng, ở mọi cấp độ, người Nhật cũng trở thành nạn nhân của những người khác."

### Sau chiến tranh

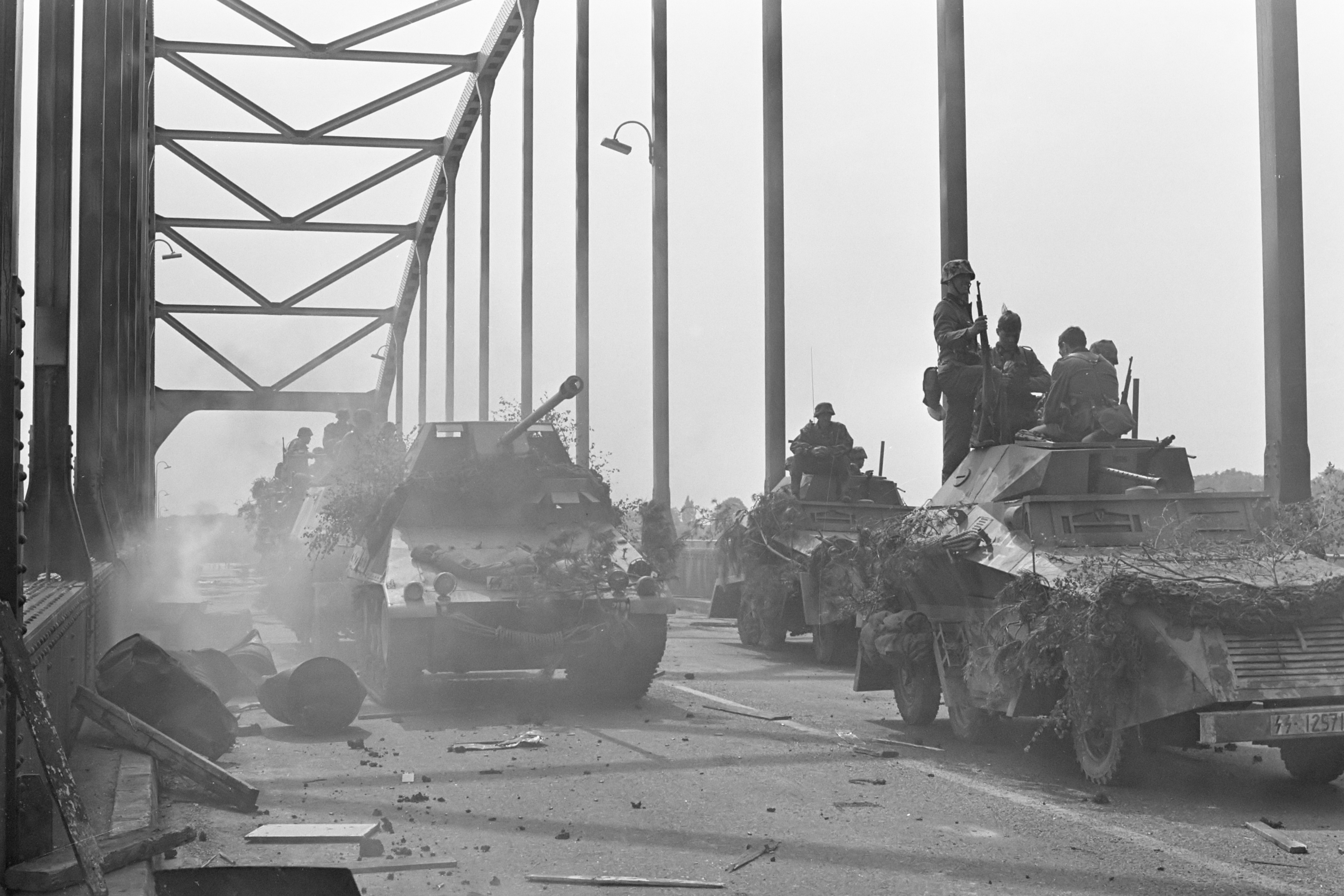
Một cảnh quay từ A Bridge Too Far tại địa điểm ở Deventer, Hà Lan, 1977.

Theo Andrew Pulver của The Guardian, việc công chúng mê phim chiến tranh đã trở thành nỗi "ám ảnh" với hơn 200 bộ phim chiến tranh được sản xuất trong mỗi thập niên 1950 và 1960. Sản xuất phim chiến tranh ở Vương quốc Anh và Hoa Kỳ đạt đến đỉnh cao vào giữa những năm 1950. Sự nổi tiếng của thể loại này ở Vương quốc Anh là nhờ sự thành công về mặt thương mại và phê bình của tác phẩm The Cruel Sea (1953) của Charles Frend. Giống như những tác phẩm khác trong giai đoạn này, The Cruel Sea cũng dựa trên một cuốn tiểu thuyết bán chạy, trong trường hợp này là câu chuyện về trận chiến Đại Tây Dương của cựu chỉ huy hải quân Nicholas Monsarrat. Những tác phẩm khác, như The Dam Busters (1954), với câu chuyện thú vị về quả bom dội của nhà phát minh Barnes Wallis cùng phần nhạc chủ đề đặc biệt, đều là những câu chuyện có thật. The Dam Busters trở thành bộ phim nổi tiếng nhất ở Anh vào năm 1955, và vẫn là bộ phim được yêu thích nhất cho đến năm 2021 với 100% điểm trên Rotten Tomatoes, một phần vì tác phẩm ca ngợi một "[chiến thắng] độc quyền của Anh"; tuy vậy, tác phẩm này lại gặp thất bại ở thị trường Mỹ. Đặc biệt, một số lượng lớn các bộ phim chiến tranh đã được thực hiện trong giai đoạn 1955–58. Riêng năm 1957, Bitter Victory, Count Five and Die, The Enemy Below, Ill Met by Moonlight, Men in War, The One That Got Away và Seven Thunders và hai tác phẩm điện ảnh vô cùng thành công, được giới phê bình đánh giá cao là The Bridge on the River Kwai – đoạt Giải Oscar cho Phim hay nhất năm đó – và Paths of Glory đã được phát hành. Một số phim như Bitter Victory tập trung nhiều hơn vào cuộc chiến tâm lý giữa các sĩ quan và chủ nghĩa ích kỷ hơn là các sự kiện trong chiến tranh. The Bridge on the River Kwai mang đến một bức tranh chiến tranh phức tạp mới, với cảm giác về sự bất ổn đạo đức xung quanh chiến tranh. Theo Pulver, vào cuối thập kỷ này, "cảm giác về những chiến thắng chung" vốn phổ biến trong các bộ phim chiến tranh "bắt đầu phai nhạt".
Các bộ phim Hollywood trong những năm 1950 và 1960 thường thể hiện hình ảnh những anh hùng hay những sự hy sinh cao cả, như trong bộ phim nổi tiếng Sands of Iwo Jima (1949) do John Wayne thủ vai chính. Thủy quân lục chiến Hoa Kỳ coi Sands of Iwo Jima là tác phẩm mang những hình ảnh rất chân thực, nhưng lại thấy Battle Cry (1955) của Lewis Milestone, với nội dung tập trung vào cuộc sống những người lính thời chiến, lại có tính thực tế cao hơn. Theo Lawrence Suid, công thức cho một bộ phim chiến tranh thành công bao gồm một nhóm nhỏ những gã trai đa dạng về sắc tộc; một sĩ quan cấp cao vô lý; hoặc một kẻ hèn nhát trở thành anh hùng, hoặc chết. Jeanine Basinger gợi ý rằng một bộ phim chiến tranh truyền thống nên có một anh hùng, một nhóm người và một mục tiêu, và nhóm người đó nên có "một người Ý, một người Do Thái, một người hay phàn nàn đến từ Brooklyn, một tay bắn tỉa từ miền núi, một người miền trung (mang biệt danh theo bang như "Iowa" hoặc "Dakota"), và một nhân vật phải được bắt đầu câu chuyện theo một cách nào đó". Các bộ phim dựa trên các nhiệm vụ biệt kích có thật, như The Gift Horse (1952) dựa trên cuộc đột kích của St. Nazaire, và Ill Met by Moonlight (1956) dựa trên sự kiện bắt giữ chỉ huy Crete của Đức, lấy cảm hứng từ các bộ phim phiêu lưu hư cấu như The Guns of Navarone (1961), The Train (1964) và Where Eagles Dare (1968). Những bộ phim này đã sử dụng chiến tranh làm bối cảnh cho những pha hành động ngoạn mục.

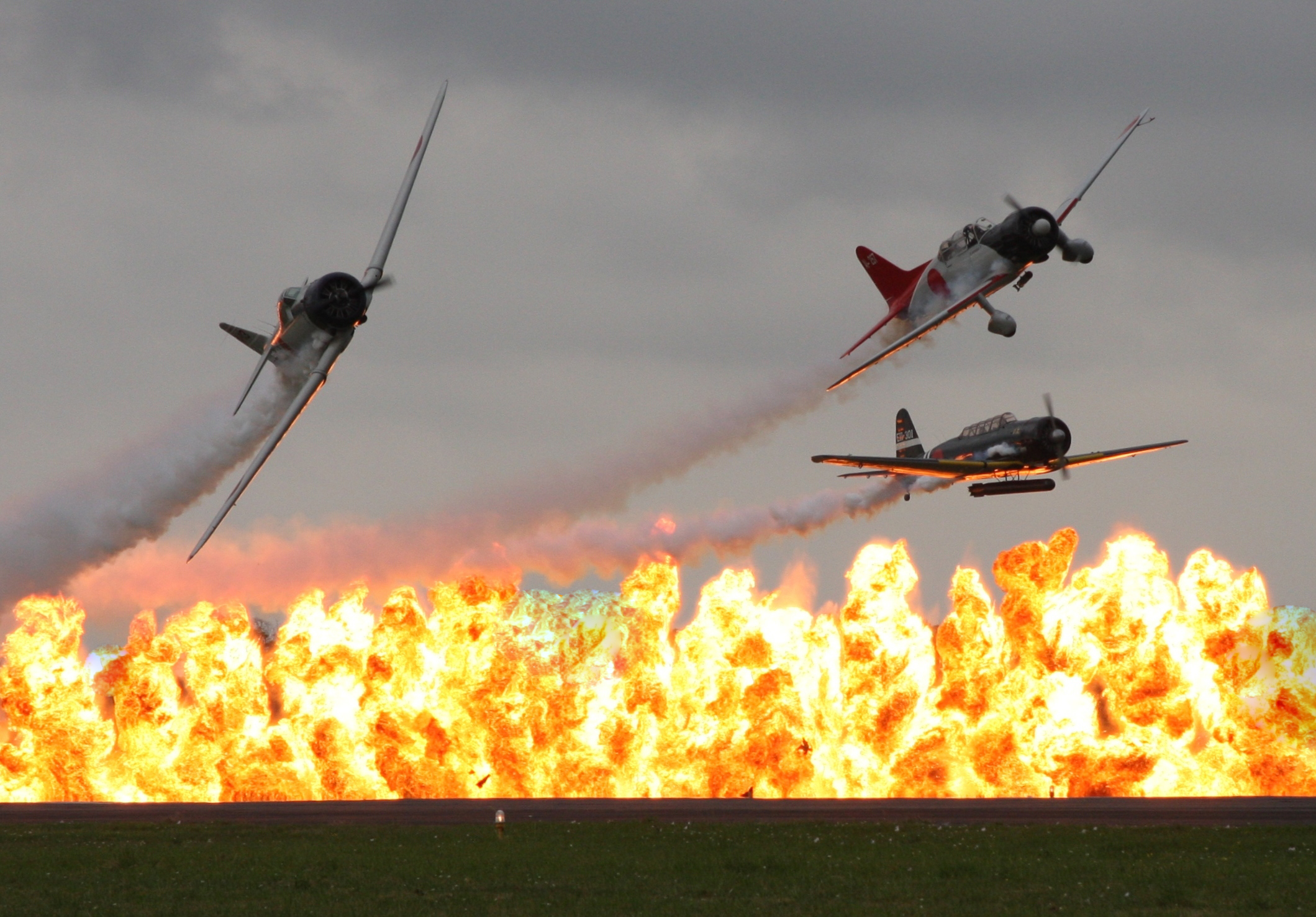
Chủ nghĩa hiện thực được thể hiện trong: Tora! Tora! Tora! mô phỏng Trận Trân Châu Cảng với một bức tường lửa thay vì vụ nổ, sử dụng các máy bay như T-6 Texans được chuyển đổi để giống Mitsubishi A6M Zeros, và tạo ra khói.

Darryl F. Zanuck đã sản xuất bộ phim tài liệu dài 178 phút mang tên The Longest Day (1962), dựa trên ngày đầu tiên của cuộc đổ bộ D-Day; phim đạt thành công về mặt thương mại cùng với các đề cử tại Oscar. Tiếp theo là những bộ phim quy mô lớn nhưng đầy tư tưởng như Ivan's Childhood (1962) của Andrei Tarkovsky, và những bộ phim tài liệu được quay ở châu Âu như Battle of the Bulge (1965), Battle of Britain (1969), The Battle of Neretva (1969), Midway (1976) và A Bridge Too Far (1977). Theo quan điểm của Lawrence Suid, The Longest Day "là hình mẫu cho tất cả các phim chiến đấu sau này". Tuy nhiên, chi phí của nó cũng khiến tác phẩm trở thành phim cuối cùng trong số các phim chiến tranh truyền thống, trong khi tranh cãi xung quanh sự giúp đỡ của Quân đội Hoa Kỳ và việc Zanuck "coi thường quan hệ với Lầu Năm Góc" đã thay đổi cách mà Hollywood và Quân đội hợp tác. Zanuck, lúc đó là giám đốc điều hành của 20th Century Fox, đã thiết lập một công ty hợp tác giữa Mỹ và Nhật để sản xuất Tora! Tora! Tora! (1970) của Richard Fleischer, miêu tả những gì "thực sự xảy ra vào ngày 7 tháng 12 năm 1941" trong cuộc tấn công bất ngờ vào Trân Châu Cảng.☃☃☃☃ Bộ phim do Roger Ebert☃☃ và The New York Times thự và là một thành công lớn ở thị trường Nhật Bản. Cảnh tấn công trông như thật của tác phẩm đã được sử dụng lại trong các bộ phim sau này như Midway (1976), The Final Countdown (1980) và Australia (2008). Câu chuyện này cũng đã được kể lại trongược kể lại t Trân Châu Ctác phẩm ảng (2001), được The New York Times mô tả là một "bom tấn mới ồn ào, tốn kém và rất dài", với nhận xét rằng "bộ phim như một bức tranh hành động đầy mãn nhãn".
Bộ phim Giải cứu binh nhì Ryan (1998) của Steven Spielberg sử dụng máy quay cầm tay, thiết kế âm thanh, dàn dựng và tăng chi tiết âm thanh hình ảnh để giúp người xem rời bỏ định kiến quen thuộc với những bộ phim chiến đấu thông thường, để tạo ra cái mà nhà sử học điện ảnh Stuart Bender gọi là "chủ nghĩa hiện thực được báo cáo". Thành công của tác phẩm đã gợi lại sự quan tâm của công chúng tới các phim điện ảnh về Chiến tranh thế giới thứ hai. Các tác phẩm khác thì cố gắng miêu tả sự chân thực của cuộc chiến, như trong Stalingrad (1993) của Joseph Vilsmaier, mà The New York Times nhận xét là "tiến [khoảng cách] xa nhất mà một bộ phim có thể tiến để mô tả một cuộc chiến tranh hiện đại dưới hình thức thảm sát hàng loạt".

### Quan hệ giữa quân đội và ngành công nghiệp điện ảnh

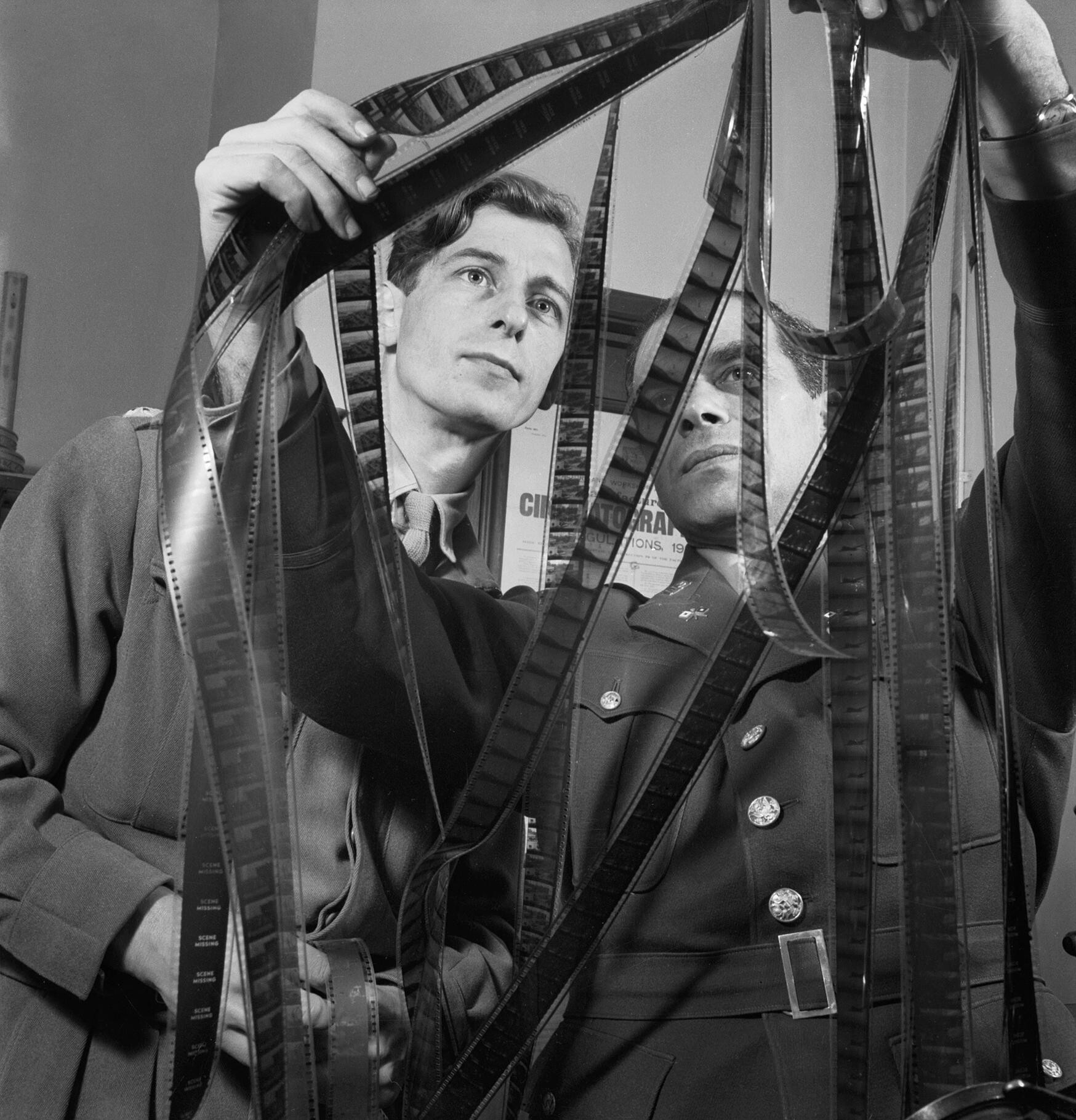
Đại tá Frank Capra (phải) của Quân đoàn Báo hiệu Quân đội Hoa Kỳ trao đổi với Đại úy Roy Boulting của Đơn vị Điện ảnh Quân đội Anh về việc biên tập bộ phim Tunisian Victory vào tháng 2 năm 1944.

Nhiều bộ phim chiến tranh đã được sản xuất dưới sự hợp tác với lực lượng quân đội của một quốc gia. Kể từ sau Chiến tranh thế giới thứ hai, Hải quân Hoa Kỳ đã cung cấp tàu và hướng dẫn kỹ thuật cho các bộ phim như Top Gun. Lực lượng Không quân Hoa Kỳ thì hỗ trợ các dự án điện ảnh The Big Lift, Strategic Air Command và A Gathering of Eagles, được quay tại các căn cứ của Lực lượng Không quân; các nhân sự Không quân cũng xuất hiện với nhiều vai trò. Trong một trường hợp khác, Hải quân Hoa Kỳ phản đối các tình tiết trong Crimson Tide, đặc biệt là cuộc binh biến trên tàu hải quân Hoa Kỳ, vì vậy bộ phim được sản xuất mà không nhận được sự hỗ trợ từ phía họ. Nhà sử học điện ảnh Jonathan Rayner nhận xét rằng những bộ phim như vậy "rõ ràng cũng nhằm phục vụ mục đích tuyên truyền, chiêu quân và quan hệ công chúng quan trọng".

## Truyền thống quốc gia

### Trung Quốc
Những bộ phim chiến tranh đầu tiên của Trung Quốc là những mẩu tin tức như Battle of Wuhan (1911) và Battle of Shanghai (1913). Ở trong các bộ phim như Battle Exploits của Xu Xinfu (1925), chiến tranh chủ yếu chỉ là bối cảnh. Chỉ từ Chiến tranh Trung–Nhật lần thứ hai từ năm 1937 trở đi, phim chiến tranh mới trở thành một thể loại phim chính thống ở Trung Quốc, với những bộ phim mang tinh thần dân tộc như Protect Our Land (1938) của Shi Dongshan. Nội chiến Trung Quốc cũng thu hút các bộ phim như From Victory to Victory (1952) của Cheng Yin. Một bộ phim nhân văn hơn cũng lấy bối cảnh trong giai đoạn này là The Cradle (1979) của Xie Jin, còn những bộ phim thương mại quy mô lớn hơn gần đây có thể kể tới City of Life and Death (2009) của Lu Chuan. Các đạo diễn Trung Quốc đã nhiều lần cố gắng che đậy những hành động tàn bạo của người Nhật trong cuộc thảm sát Nam Kinh (1937–1938), với các bộ phim như Massacre in Nanjing, phim tài liệu chính kịch của Mou Tun Fei, Black Sun: The Nanking Massacre, và "truyền thống lãng mạn Trung–Nhật" Don't Cry, Nanking. Bộ phim sử thi Trung Quốc The Flowers of War (2011) của Trương Nghệ Mưu, dựa trên cuốn tiểu thuyết của Geling Yan, miêu tả những sự kiện bạo lực qua con mắt của một cô bé 13 tuổi.

### Indonesia

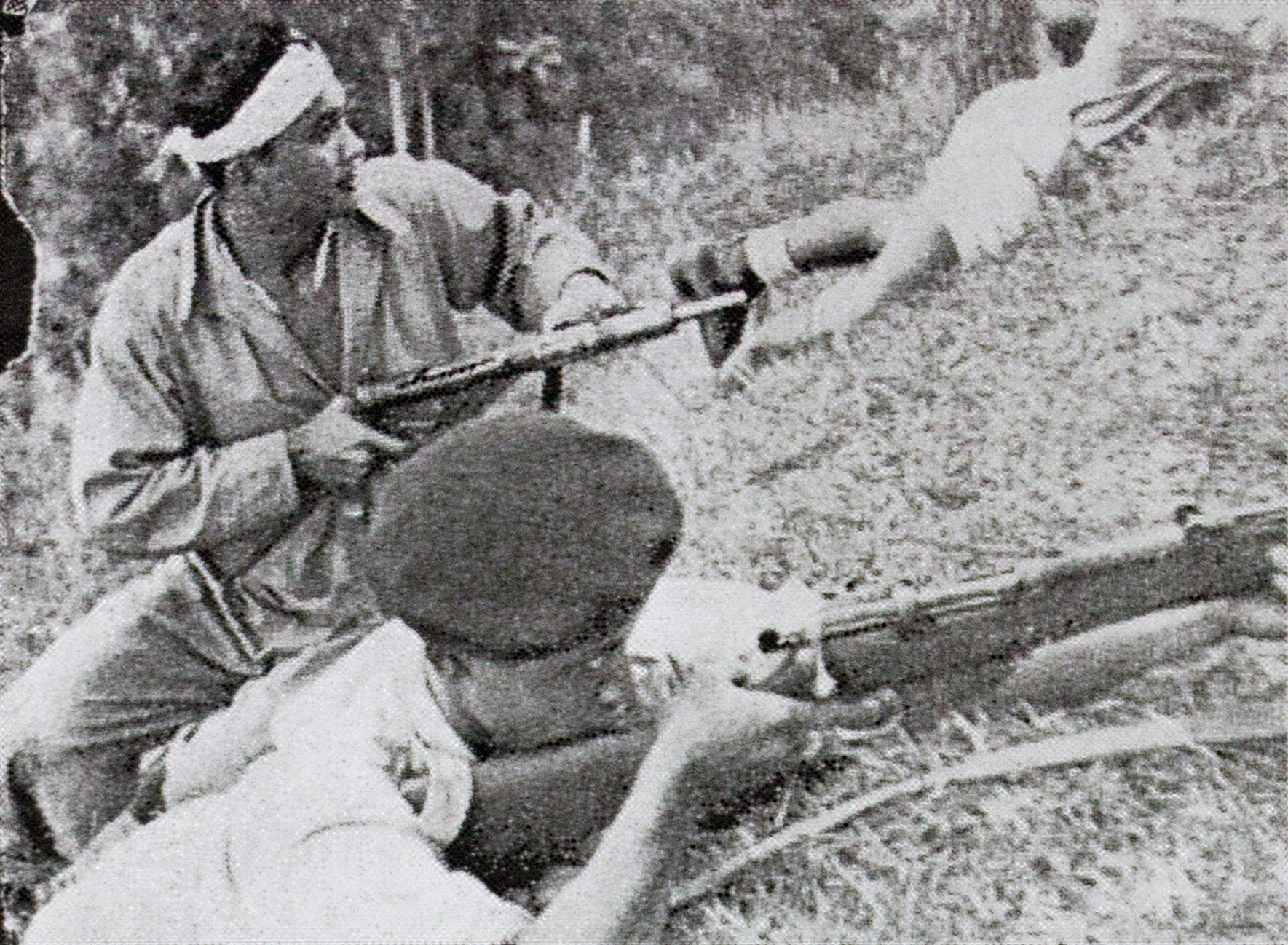
Sư đoàn Siliwangi trong chiến đấu, trong một cảnh từ Darah dan Doa của Usmar Ismail, 1950.

Nhiều bộ phim của Indonesia đề cập đến việc Nhật Bản chiếm đóng các hòn đảo của quốc gia này trong Chiến tranh thế giới thứ hai. Doea Tanda Mata của Teguh Karya (1985) đề cập đến cuộc kháng chiến của chủ nghĩa dân tộc đối với sự thống trị của thực dân Hà Lan trong những năm 1930. Nhóm phim thứ ba bao gồm Enam Djam di Jogja (1951) và Serangan Fajar (1983) đề cập đến cuộc chiến giành độc lập của Indonesia (1945–1949). Hai bộ phim khác cũng nói về giai đoạn này là Darah dan Doa của Usmar Ismail (1950) và Mereka Kembali (1975). Mỗi bộ phim đều diễn giải quá khứ theo quan điểm của chính thời đại của tác phẩm. November 1828 (1979) của Karya nhìn về cuộc đấu tranh giành độc lập của Indonesia thông qua bộ phim lịch sử về Chiến tranh Java hoặc Diponegoro (1825–1830), mặc dù kẻ thù thuộc địa cũng giống như người Hà Lan. Deanne Schultz coi đây là "một cách giải thích có giá trị" về lịch sử Indonesia và là "hiện thân nổi tiếng nhất của nền điện ảnh Indonesia". Đây là bộ phim Indonesia đầu tiên được quốc tế biết đến. Bộ ba tác phẩm Merdeka (2009–2011), bắt đầu với Merah Putih, thể hiện lại chiến dịch giành độc lập thông qua cuộc sống của một nhóm học viên đa sắc tộc.

### Nga
Chiến tranh là thể loại chính của điện ảnh Nga, được gọi là "mặt chính của nền điện ảnh", và các bộ phim về chiến tranh của đất nước này trải dài từ những miêu tả tàn khốc đến tình cảm và thậm chí âm thầm lật đổ. Tác phẩm nổi tiếng và "đẹp" nhất của Leonid Lukov – Two Warriors (1943) – mô tả cuộc hành trình của hai người lính Xô Viết kiểu mẫu, một người Nga trầm lặng và một người miền Nam hướng ngoại đến từ Odessa. Nhiều bộ phim của Nga về Chiến tranh thế giới thứ hai bao gồm cả những tác phẩm sử thi quy mô lớn như Battle of Moscow (1985) của Yury Ozerov và tác phẩm tâm lý The Cranes are Flying (1957) của Mikhail Kalatozov về tác động tàn khốc của chiến tranh. Tác phẩm đã giành được giải Cành cọ vàng năm 1958 tại Cannes.

### Nhật Bản
Các đạo diễn Nhật Bản đã thực hiện những bộ phim nổi tiếng như Submarine I-57 Will Not Surrender (1959), Battle of Okinawa (1971) và Japan's Longest Day (1967) dưới góc nhìn của người Nhật. Những tác phẩm này "nhìn chung không giải thích được nguyên nhân của chiến tranh". Trong những thập kỷ ngay sau Chiến tranh thế giới thứ hai, phim Nhật thường tập trung vào bi kịch của con người hơn là chiến đấu, chẳng hạn như The Burmese Harp (1956) và Fires on the Plain (1959). Từ cuối những năm 1990, các bộ phim bắt đầu có cái nhìn tích cực về chiến tranh cũng như các hành động của Nhật Bản. Những bộ phim chủ nghĩa dân tộc này, bao gồm Pride (1998), Merdeka 17805 (2001) và The Truth about Nanjing (2007), đã nhấn mạnh những đặc điểm tích cực của quân đội Nhật Bản và cho rằng người Nhật là nạn nhân của sự thù hận và ác độc thời hậu chiến. Tuy nhiên, những bộ phim như vậy lại là đối tượng của chủ nghĩa xét lại lịch sử. Tác phẩm Eien no Zero (2013) kể về câu chuyện của một phi công chiến đấu cơ Zero, người bị đồng đội coi là kẻ hèn nhát khi anh vẫn còn sống sót trở về sau nhiệm vụ của mình. Bộ phim đã phá kỷ lục đối với một bộ phim hành động người đóng của Nhật Bản, và đoạt giải Golden Mulberry tại Liên hoan phim Viễn Đông Udine, nhưng lại bị chỉ trích vì có thiện cảm dân tộc với các phi công thần phong.

## Thể loại con

### Phim tài liệu
Các nhà chức trách thời chiến ở cả Anh và Mỹ đã sản xuất nhiều loại phim tài liệu khác nhau. Mục đích của họ bao gồm huấn luyện quân sự, tư vấn cho dân thường và khuyến khích duy trì an ninh. Vì những bộ phim này thường mang những thông điệp nhất định, chúng được xếp vào loại phim tuyên truyền. Tương tự, phim được sản xuất thương mại thường kết hợp thông tin, hỗ trợ cho nỗ lực chiến tranh và mức độ tuyên truyền. Các mẩu tin tức, bề ngoài chỉ đơn giản là để cung cấp thông tin, nhưng lại được thực hiện ở cả các nước Đồng Minh và phe Trục, và thường được biên kịch hóa. Gần đây, trong Chiến tranh Iran-Iraq, phim truyền hình Ravayat-e Fath của Morteza Avini đã kết hợp cảnh quay tiền tuyến với phần bình luận.

### Phim tuyên truyền

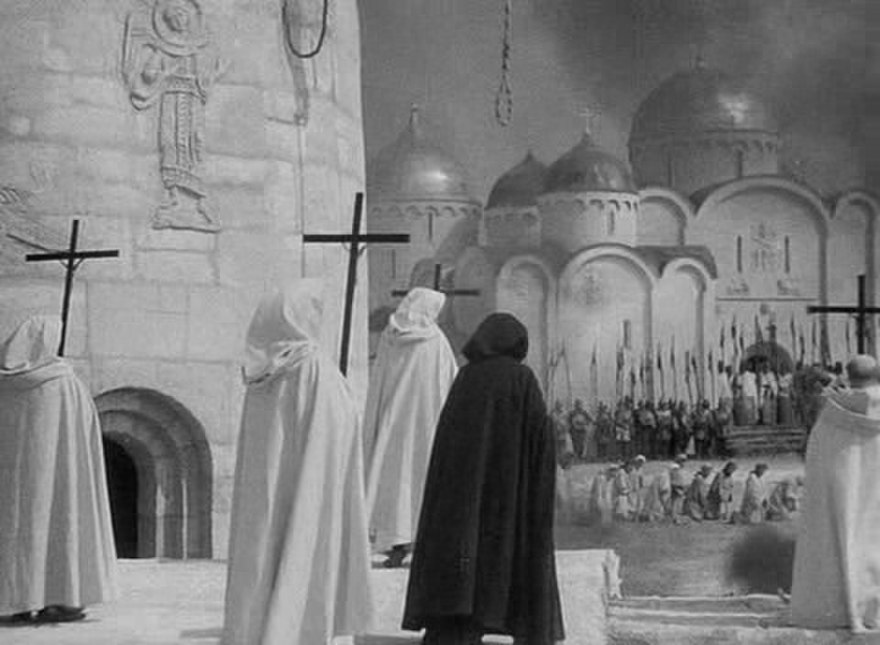
Hiệp sĩ Teuton (Đức) chuẩn bị treo cổ một nhà lãnh đạo kháng chiến Nga. Cảnh từ Alexander Nevsky (1938)

Bộ phim lịch sử Alexander Nevsky (1938) của Sergei Eisenstein mô tả sự thất bại của Hoàng tử Alexander trước âm mưu xâm lược thành phố Novgorod của Nga của các Hiệp sĩ Teuton. Đến tháng 4 năm 1939, bộ phim đã có tổng cộng 23 triệu người xem. Năm 1941, đạo diễn cùng ba nhân sự khác đã được trao giải thưởng Stalin cho những đóng góp của họ. Phim có phần âm nhạc của nhà soạn nhạc cổ điển Sergei Prokofiev, được các nghệ sĩ như nhà soạn nhạc André Previn coi là phần âm nhạc hay nhất từng được biên soạn cho phim điện ảnh. Russell Merritt, viết trên tạp chí Film Quarterly, mô tả tác phẩm như một "bộ phim tuyên truyền về chiến tranh". Một cuộc bình chọn của Mondadori năm 1978 đã xếp Alexander Nevsky vào danh sách 100 phim điện ảnh ảnh xuất sắc nhất thế giới.

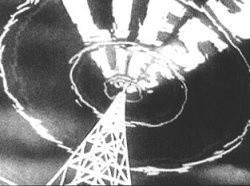
Ảnh chụp màn hình từ loạt phim thời chiến Why We Fight của Frank Capra mô tả những lời nói dối đang được phát sóng bởi bộ máy tuyên truyền của Đức Quốc Xã

Trong Chiến tranh thế giới thứ hai, hình thức tuyên truyền bằng phim đã được sử dụng rộng rãi. Kenneth Clark đã khuyên chính phủ Anh rằng "Nếu chúng ta từ bỏ sở thích giải trí này, chúng ta có thể bị tước mất một vũ khí có giá trị để vượt qua sự tuyên truyền của chúng ta"; ông đề nghị sử dụng phim tài liệu về chiến tranh và nỗ lực chiến tranh; lễ kỷ niệm của Anh; và những bộ phim về cuộc đời và tính cách của người Anh. Michael Powell và Clark đã đồng ý thực hiện một câu chuyện về những người sống sót trong một phi hành đoàn U-boat, thấm nhuần tư tưởng tàn bạo của Đức Quốc Xã, đi khắp Canada và gặp gỡ những người Canada tốt bụng, khoan dung và thông minh khác nhau, để khuyến khích nước Mỹ tham chiến. Bộ phim kết quả, lấy tựa đề 49th Parallel (1941), đã trở thành bộ phim hàng đầu tại phòng vé Anh năm đó. Những phim giải trí cũng có thể mang thông điệp về sự cảnh giác, như trong Went the Day Well? (1942), hoặc mang lời khuyên tránh "nói chuyện bất cẩn", như trong The Next of Kin (1942).

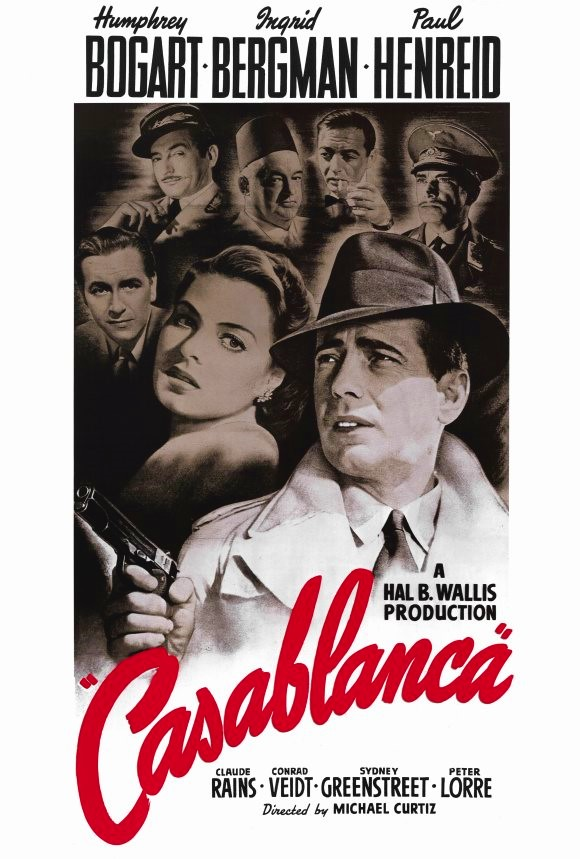
Bộ phim chính kịch lãng mạn Casablanca (1943) đã phỉ báng chủ nghĩa Quốc Xã.

Ở Mỹ, The Great Dictator (1940) của Charlie Chaplin đã châm biếm chủ nghĩa phát xít một cách rất rõ ràng. Casablanca (1943) của Michael Curtiz thì không chỉ đơn giản là câu chuyện tình lãng mạn giữa các nhân vật do Humphrey Bogart và Ingrid Bergman thủ vai, mà còn phỉ báng Đức Quốc Xã và tôn vinh việc cản trở chúng. Loạt phim Why We Fight (1942–1945) của Frank Capra đã giành được giải Oscar năm 1942 cho phim tài liệu hay nhất, mặc dù tác phẩm được thiết kế để đưa tầm "ảnh hưởng đến quan điểm trong quân đội Hoa Kỳ". Trong Chiến tranh Lạnh, "tác phẩm tuyên truyền đóng một vai trò quan trọng trong cuộc đấu tranh của Hoa Kỳ với Liên Xô cũng như hàng tỷ USD chi cho vũ khí." Face to Face with Communism (1951) đã kịch tính hóa một cuộc xâm lược giả tưởng vào Hoa Kỳ; trong khi đó những bộ phim khác miêu tả các mối đe dọa khác như sự tuyên truyền của cộng sản.

### Phim tàu ngầm

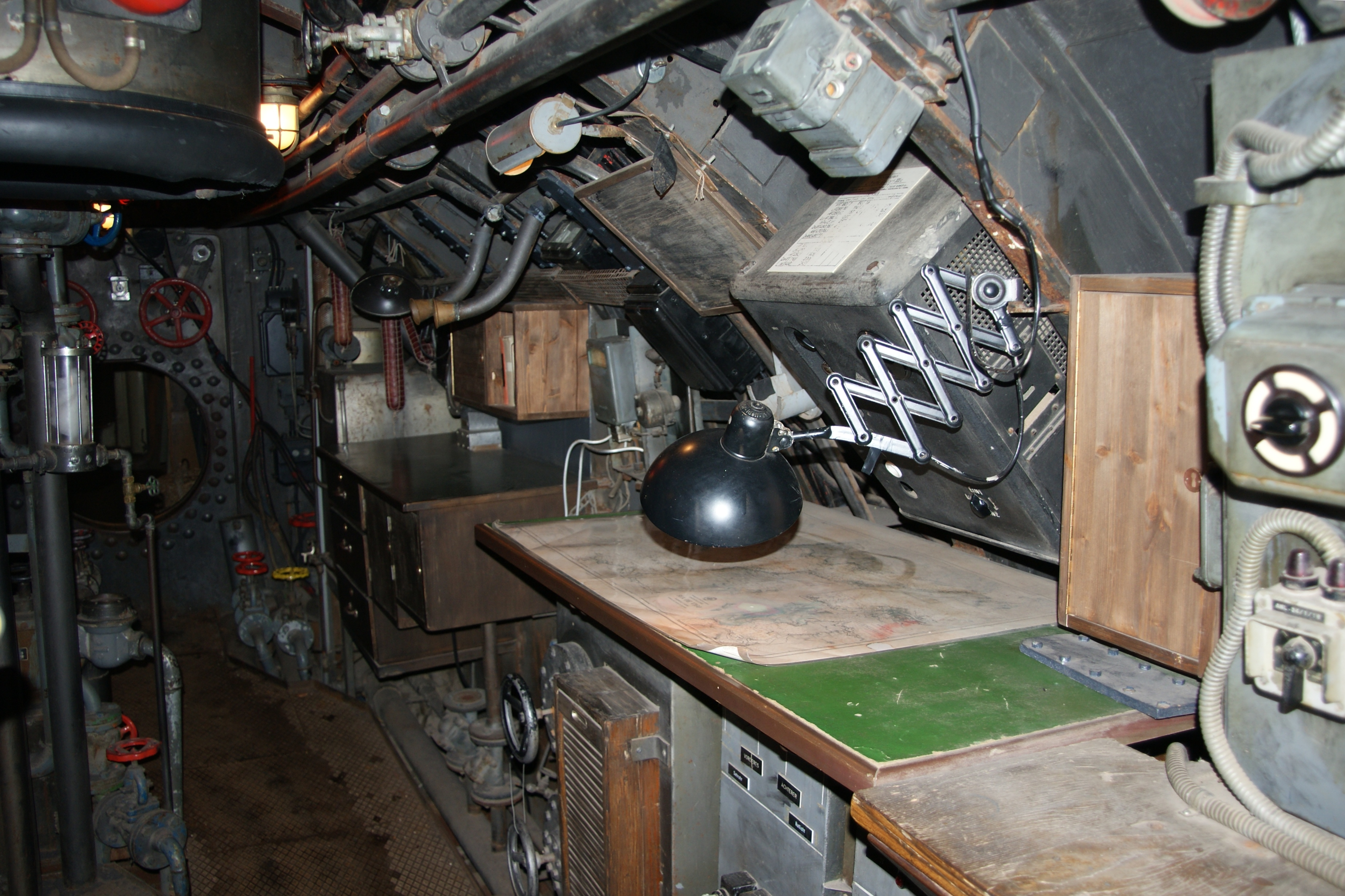
Bối cảnh chật chội, đầy thiết bị của bộ phim về tàu ngầm, Das Boot (1981), được tái hiện tại xưởng phim Bavaria

Phim về tàu ngầm có những ý nghĩa và quy ước cụ thể của riêng thể loại này, đặc biệt liên quan đến việc tạo ra hiệu ứng của chiến tranh tàu ngầm. Một yếu tố đặc biệt trong thể loại này là nhạc phim, với những cố gắng trong việc mang đến cho người xem những cảm xúc và sự kịch tính của cuộc xung đột dưới biển. Ví dụ, trong tác phẩm Das Boot (1981) của Wolfgang Petersen, thiết kế âm thanh được kết hợp cùng với các định dạng phim dài để miêu tả việc theo đuổi lâu dài với mìn sâu, sonar, và những âm thanh đầy đe dọa như tiếng cánh quạt của tàu khu trục và ngư lôi của kẻ thù. Các bộ phim kinh điển trong thể loại này bao gồm The Enemy Below (1957) và Run Silent, Run Deep (1958), cả hai đều dựa trên tiểu thuyết của các chỉ huy hải quân. Run Silent, Run Deep là một bộ phim đầy căng thẳng, cả với kẻ thù lẫn giữa hai tính cách trái ngược nhau của Chỉ huy tàu ngầm và Trung úy, do Clark Gable và Burt Lancaster thủ vai.

### Phim tù binh chiến tranh

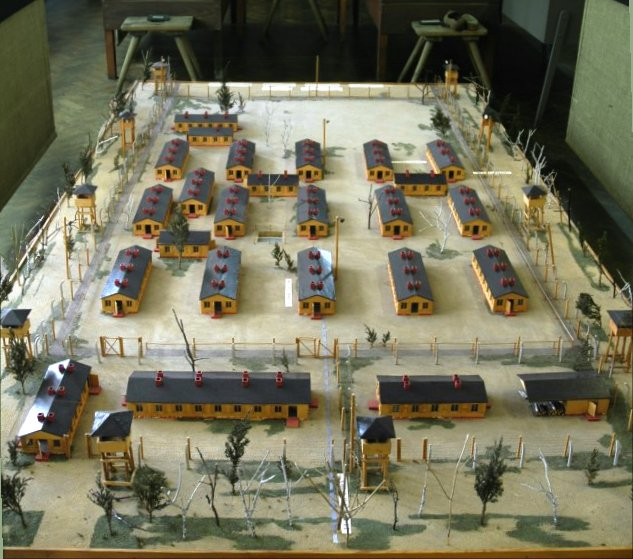
Mô hình Stalag Luft III được sử dụng trong quá trình ghi hình tác phẩm The Great Escape (1963)

Một phân nhóm phim chiến tranh phổ biến trong những năm 1950 và 1960 là phim tù binh chiến tranh. Thể loại này được phổ biến ở Anh với những bộ phim lớn như The Colditz Story (1955) của Guy Hamilton và phim Mỹ The Great Escape (1963) của John Sturges. Những bộ phim này kể về những cuộc vượt ngục có thật từ các trại tù binh chiến tranh của Đức như Stalag Luft III trong Chiến tranh thế giới thứ hai. Bất chấp những hiểm nguy và bi kịch con người, những bộ phim này làm hài lòng một trò chơi chạy trốn và sự khéo léo liên tục của một cậu bé, tôn vinh lòng dũng cảm và tinh thần bất chấp của các tù nhân chiến tranh, đồng thời coi chiến tranh là niềm vui. Bridge on the River Kwai (1957) của David Lean được đánh giá là phim điện ảnh xuất sắc nhất tại lễ trao giải Oscar. Bộ phim về tù binh chiến tranh "chắc chắn" đoạt giải Oscar là Stalag 17 (1953) của Billy Wilder, trong khi những cảnh trại tù ngắn ngủi nhưng đầy sức mạnh của The Deer Hunter (1977) đã mang lại không khí bi thương cho toàn bộ bộ phim đó.

### Phim hài

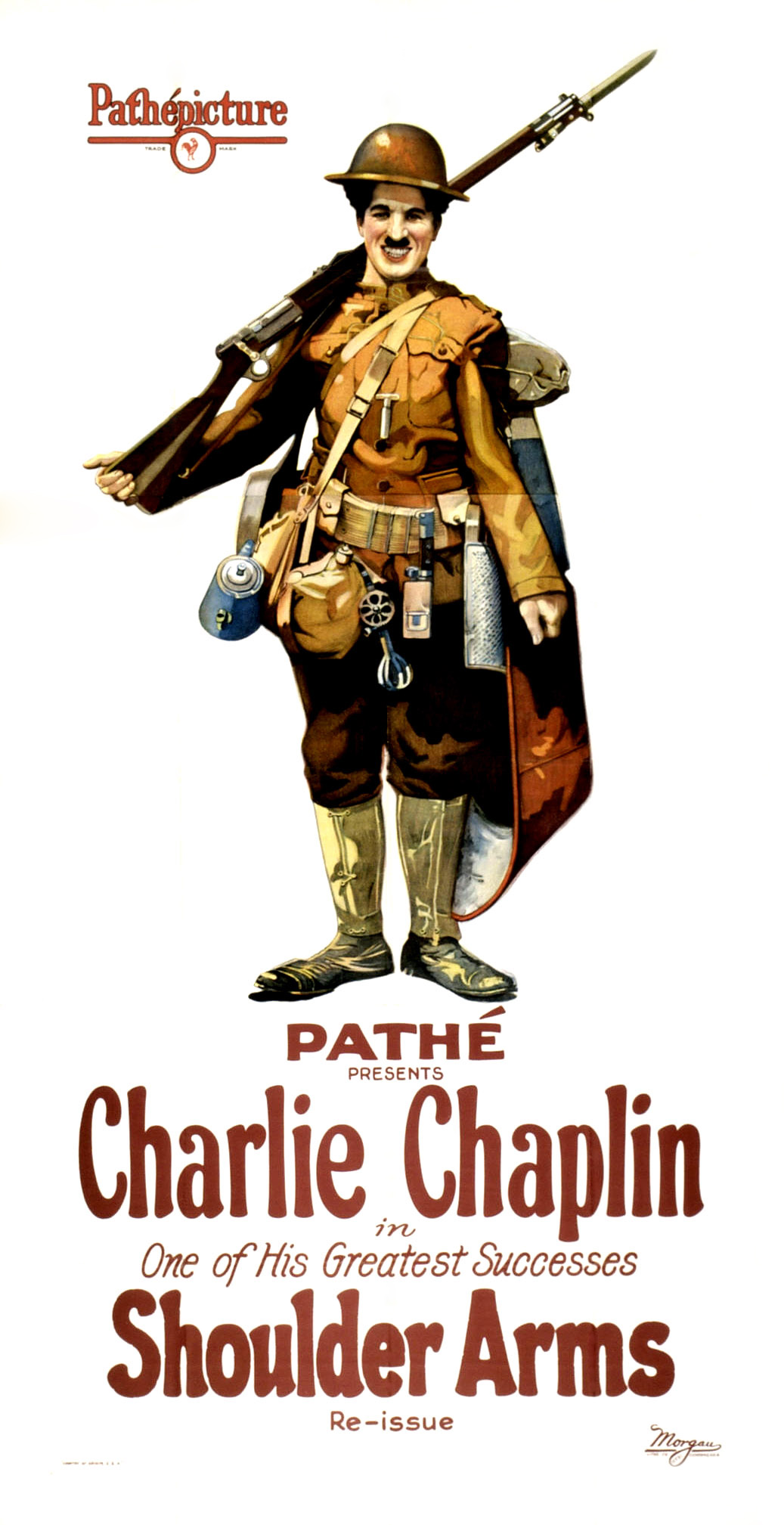
Phim hài quân sự đầu tiên: Shoulder Arms (1918) của Charlie Chaplin

Shoulder Arms (1918) của Charlie Chaplin đã tạo nên phong cách cho các bộ phim chiến tranh sau này, và là bộ phim hài đầu tiên về chiến tranh trong lịch sử điện ảnh. Điện ảnh Anh trong Chiến tranh thế giới thứ hai đánh dấu cuộc di tản của trẻ em khỏi London với các bộ phim hài xã hội như Those Kids from Town (1942), nơi những đứa trẻ di tản đến ở với một nhà quý tộc, trong hai tác phẩm Cottage to Let (1941) và Went the Day Well? (1942) thì cho thấy vùng nông thôn nước Anh dày đặc gián điệp. Gasbag (1941) thì lại là một bộ phim hài "kỳ quái, khiếm nhã, đạo nhái" làm trò cười cho mọi thứ từ khinh khí cầu cho đến trại tập trung. Buck Privates (1941) của Abbott và Costello thì lại rất thành công ở Mỹ, là tiền đề để phát triển những bộ phim hài thời chiến sau này.

### Phim hoạt hình

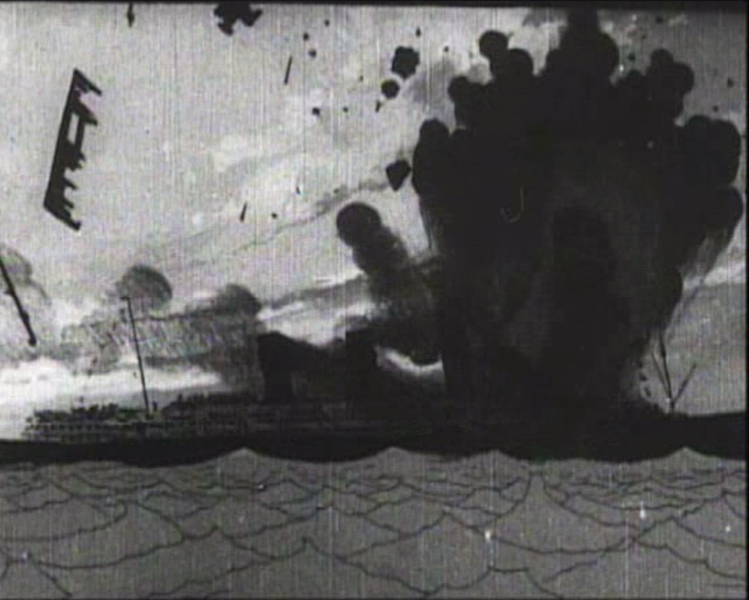
Phim hoạt hình tuyên truyền đầu tiên: The Sinking of the Lusitania (1918) của Winsor McCay

The Sinking of the Lusitania (1918) của Winsor McCay là một bộ phim câm về Chiến tranh thế giới thứ nhất. Với độ dài 12 phút, đây là bộ phim hoạt hình dài nhất được thực hiện vào thời điểm đó, đồng thời có lẽ là bộ phim hoạt hình tuyên truyền đầu tiên được thực hiện, và cũng là bộ phim hoạt hình nghiêm túc sớm nhất còn tồn tại. Trải qua Chiến tranh thế giới thứ hai, những phim hoạt hình tuyên truyền ngắn vẫn có ảnh hưởng trong điện ảnh Hoa Kỳ. Công ty Walt Disney, hợp tác với các lực lượng vũ trang Mỹ, đã sản xuất 400.000 bộ phim tuyên truyền chiến tranh từ năm 1942 đến năm 1945, trong đó bao gồm Der Fuehrer's Face (1943) và Education for Death (1943).
Phim anime Nhật Bản từ những năm 1960 trở đi đề cập đến những ký ức quốc gia về chiến tranh. Akira (1988) đề cập từ vụ ném bom nguyên tử xuống Hiroshima và Nagasaki sang viễn cảnh tận thế về xung đột toàn cầu; Mộ đom đóm (1988) được đánh giá cao về tác động của chiến tranh đối với trẻ em. Barefoot Gen (1983) miêu tả vụ đánh bom ở Hiroshima qua con mắt của một đứa trẻ, nhưng các nhà phê bình cho rằng đây là một bộ phim được làm kém hơn so với Mộ đom đóm với "chi tiết đau lòng" được lồng ghép một cách kỳ cục và thô thiển, khiến tác phẩm trông giống như một "phim hoạt hình Warner Brothers buổi sáng thứ bảy".

### Phim phản chiến

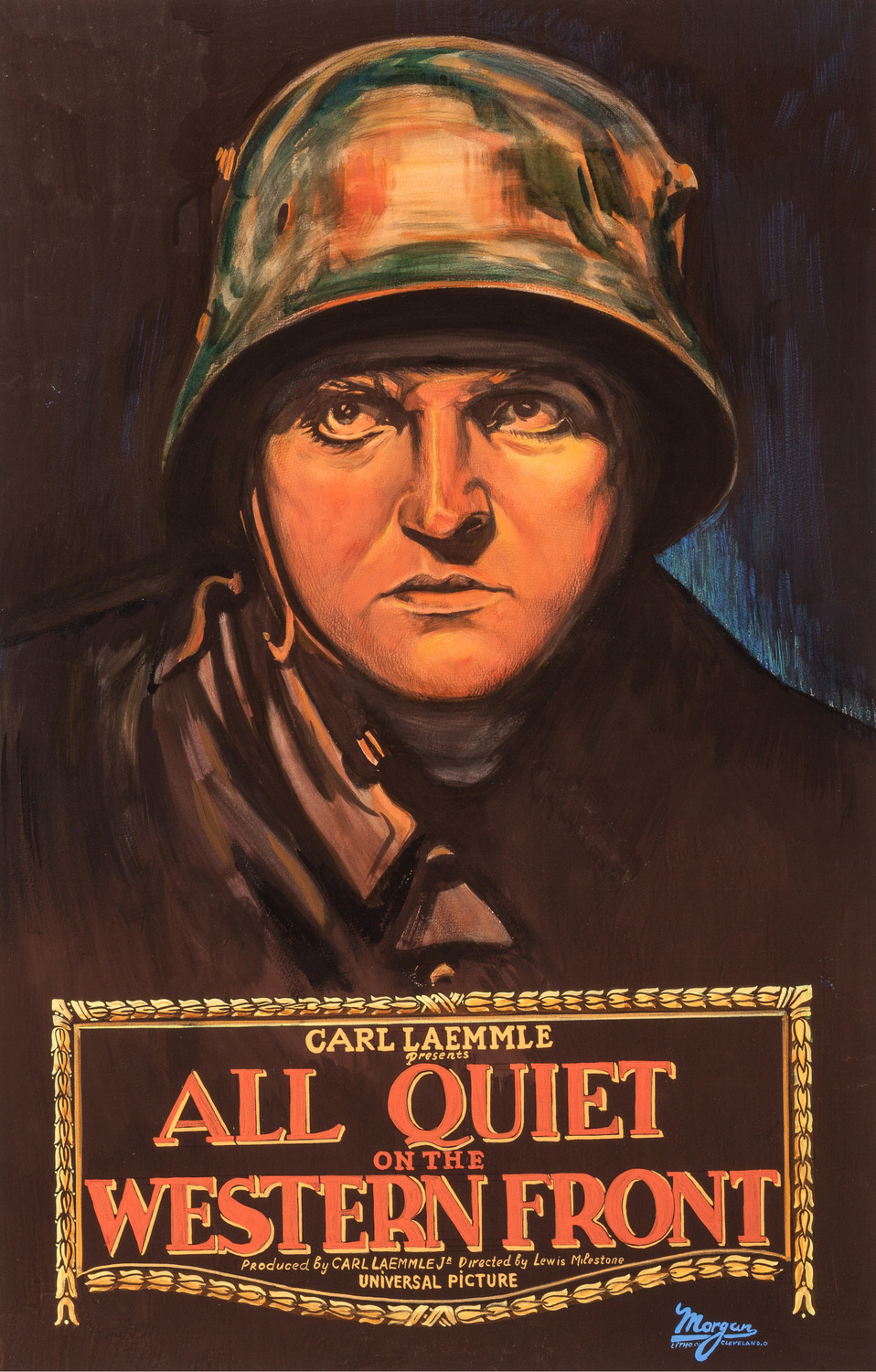
Phản chiến: All Quiet on the Western Front, 1930

Thể loại phản chiến bắt đầu với những bộ phim về Chiến tranh thế giới thứ nhất. Phim thuộc thể loại này thường theo chủ nghĩa xét lại lịch sử, phản ánh các sự kiện trong quá khứ và thường được pha trộn một cách chung chung. All Quiet on the Western Front (1930) của Lewis Milestone là một bộ phim phản chiến đời đầu, khắc họa quan điểm của người Đức; đây là bộ phim đầu tiên (ở bất kỳ thể loại nào) giành được hai giải Oscar cho Phim hay nhất và Đạo diễn xuất sắc nhất. Andrew Kelly, phân tích All Quiet on the Western Front, đã định nghĩa thể loại này thể hiện: sự tàn khốc của chiến tranh; sự đau khổ của con người; sự phản bội lòng tin bởi những sĩ quan bất tài. Phim chiến tranh và phim phản chiến thường khó phân loại vì chúng chứa nhiều yếu tố không rõ ràng và chung chung. Trong khi nhiều phim phản chiến chỉ trích chiến tranh trực tiếp thông qua các cảnh chiến đấu rùng rợn từ các cuộc chiến trong quá khứ, một số phim như Alice's Restaurant của Penn lại chỉ trích chiến tranh một cách lãng xẹt. Số lượng phim phản chiến được sản xuất ở Mỹ giảm mạnh trong những năm 1950 vì chủ nghĩa McCarthy và danh sách đen Hollywood. Sự kết thúc của danh sách đen và sự ra đời của hệ thống đánh giá MPAA đã đánh dấu thời kỳ hồi sinh của các bộ phim thuộc mọi thể loại, bao gồm cả những bộ phim phản chiến ở Hoa Kỳ. Robert Eberwein gọi tên hai bộ phim là tác phẩm kinh điển về phản chiến. Đầu tiên là kiệt tác tù binh chiến tranh của Jean Renoir, La Grande Illusion (1937), còn tác phẩm thứ hai là Paths of Glory của Stanley Kubrick (1957). Nhà phê bình David Ehrenstein viết rằng Paths of Glory đã đưa Kubrick trở thành "nhà làm phim thương mại hàng đầu trong thế hệ của anh" và là một tài năng đẳng cấp thế giới.

### Thể loại hỗn hợp
Hài kịch có phạm vi châm biếm, và các nhà làm phim thời hậu chiến đã kết hợp hài kịch và tình cảm phản chiến vào các phim khác nhau như Stalag 17 (1953) và Dr. Strangelove (1964). Các tác phẩm hài đen như Catch-22 (1970) của Mike Nichols, dựa trên cuốn tiểu thuyết châm biếm cùng tên của Joseph Heller về Chiến tranh thế giới thứ hai, và M*A*S*H của Robert Altman (1970), lấy bối cảnh ở Hàn Quốc, phản ánh thái độ hoài nghi của cộng đồng công chúng trong Chiến tranh Việt Nam.
Các thể loại khác được kết hợp trong Patton của Franklin J. Schaffner (1970), kể về Tướng George S. Patton ngoài đời thực, nơi các cảnh chiến đấu được xen kẽ với bình luận về cách ông tiến hành chiến tranh, thể hiện mặt tốt và mặt xấu của một lệnh. Tác phẩm này cùng với M*A*S*H trở thành hai bộ phim về chiến tranh/phản chiến đạt lợi nhuận cao nhất cho đến thời điểm đó, và Patton đã giành được bảy giải Oscar.